# スーパードラゴンボールヒーローズ
『スーパードラゴンボールヒーローズ』（SUPER DRAGON BALL HEROES）は、鳥山明による漫画『ドラゴンボール』の他、テレビアニメ『ドラゴンボール』シリーズを題材としているトレーディングカードアーケードゲームおよび、アニメ・漫画作品。略称は「SDBH」。

## 概要
前作『ドラゴンボールヒーローズ』の後継機で、2016年11月17日より稼働開始した。
基本的な遊び方は前作と同じで、前作の「ヒーローアバターカード」を含む、これまでに発売した3,000種以上のカードが全て使用可能で、モニターサイズを前作筐体から140%に拡大し、従来のフラットパネル部分がモニターに直接触れるタッチパネルモニターとなっており、使用するカードは前作の5枚から7枚に増え、さらにモニターのみに現れるVRカード（バーチャルレア）も8枚目として使用できる。
2018年7月1日から、東映アニメーション制作のWebアニメが、公式YouTubeなどで配信されている。
2019年3月から、バンダイナムコアミューズメント、セガ・インタラクティブ、コナミアミューズメント、タイトーのアーケードゲーム用ICカード相互利用サービスである「Amusement IC」に対応となり、同時にAimeとバナパスポートの他にも、e-amusement passとNESiCA（e-amusement passとNESiCAはAmusement IC対応カードのみ）にも対応する。バンダイナムコアミューズメントのアーケードゲームのタイトルの各種オペレーターサポート業務は年末年始は原則休止であるが、本作に限り、2018年12月30日から2019年1月3日まで筐体の技術相談緊急窓口並びにユニバースミッション5弾の緊急出荷窓口を開設した。
2022年12月時点で、累計カード出荷枚数12億枚、累計登録ユーザー数は400万人を記録。
新シリーズ『ドラゴンボールスーパーダイバーズ』の稼働に伴い2024年11月6日をもって本作のサービスを終了した。但し『 - スーパーダイバーズ』で本作がそのままプレイできる「SDBHモード」が同年11月11日より実装されている。

### キャラクター名称
「暗黒帝国編」などに登場するキャラクターの名称に「ゼノ」と付いているが、これは「異質な物、異なる物」という意味。「Z戦士」のようにブランド化を狙ったもの。『ドラゴンボール ゼノバース』が由来ではなく、『ドラゴンボールヒーローズ』の独自ルールなので、2018年11月時点では他の作品には登場していない。トランクス：ゼノは元々『ドラゴンボールオンライン』の設定を取り込んだものだが、『スーパードラゴンボールヒーローズ』第1弾から新デザインにすることでゼノ版であることを強調している。

## 遊び方
基本的な遊び方はドラゴンボールヒーローズ#遊び方を参照。

### ヒーローアバター
前作に既に登場しているアバターはヒーローアバターを参照。

#### アバターの種族
暗黒魔神
声：内田雄馬（ヒーロータイプ）、三瓶由布子（エリートタイプ）、武内駿輔（バーサーカータイプ）
今作第3弾より使用可能となったアバター。ヒーローとバーサーカーが男性、エリートは女性。ほかのアバターとは異なり、クラスアップ、超クラスアップ後の姿は初期のままで、姿が変化するのはゴッドクラスアップのみ。ヒーロータイプアバターはシャメルという名前でスペシャルミッションや『ドラゴンボールヒーローズ　アルティメットミッションX』で登場し、『アルティメットミッションX』ではラストボスとして登場した。
破壊神
声：山下大輝（ヒーロータイプ）、内田真礼（エリートタイプ）、古川慎（バーサーカータイプ）
BM5弾より使用可能となったアバター。ヒーローとバーサーカーが男性、エリートは女性。
一人称はヒーロータイプは「僕」、エリートタイプは「わらわ」、バーサーカータイプは「俺」。「超スターブレイク」を持っており唯一、TAAを使う。パワーとガードの伸びは早いがHPの成長度が全アバターの中で遅い。

### アビリティ

#### タッチアクションアビリティ
カードアクション同様特定の条件で発動し、タッチパネル上でタッチやスワイプする。
1弾登場
- 超エナジー

4弾登場
- 超スラッシュ

5弾登場
- 超スターブレイク

8弾登場
- ダークドラゴン

UM9弾登場
- キーソードロック

BM2弾登場
- ブロックバースト

BM8弾登場
- 究極（アルティメット）スラッシュ

BM9弾登場
- 究極（アルティメット）エナジー

BM11弾登場
- ガンガンインパクト

UGM6弾登場
- ドッカンブレイク

#### カードアクションアビリティ
2弾登場
- 究極バースト
- チェンジスパーキング

3弾登場
- ドロー

6弾登場
- カウンターラッシュ

7弾登場
- 究極元気玉

UM1弾登場
- 究極龍拳

UM3弾登場
- ダークドラゴンX（ゼノ）

UM4弾登場
- ドカバキ

UM8弾登場
- ぶっとびスイング

UM10弾登場
- オールチェンジ

UM11弾登場
- 合体かめはめ波

BM1弾登場
- ガンバンクラッシュ

BM3弾登場
- ダブル究極龍拳

BM4弾登場
- トリプルS（スーパー）

BM5弾登場
- ヒーローズラッシュ

BM7弾登場
- 拡散エネルギー波

BM10弾登場
- 究極ロックオンバースト

UGM1弾登場
- かめはめ波ラッシュ
- チェンジスイッチ

UGM2弾登場
- フリーズロック

UGM4弾登場
- 繰気弾

UGM5弾登場
- 覚醒サイヤバースト

UGM7弾登場
- リフレクト
- ダークリフレクト

UGM9弾登場
- 巨大化覚醒

MM1弾登場
- サイヤラッシュ

MM3弾登場
- 覚醒チェンジスイッチ

#### 超アビリティ
4弾登場
- 時空転送T

UM3弾登場
- 超時空斬り

UM6弾登場
- 最強時空転送Fバースト

UM7弾登場
- 超神龍
- 激闘の絆

UM8弾登場
- クライマックスチェンジ
- 時を超えた共闘

BM6弾登場
- 超時空転送G

UGM7弾登場
- 希望の合体

MM2弾登場
- 絶望の合体

#### 全王アビリティ
MM4弾登場
- 全王降臨

### バトルタイプ
- スペシャル

チームで1枚のみ使用可能。攻撃されず、気力を持たない。
- ヒーロー

能力のバランスが取れており、気力ダメージ耐性が高い。気弾または打撃で攻撃する。
ただバーサーカータイプよりはダメージが入りにくい。
- エリート

気力の初期値が高く、攻撃スタイルは気弾。気絶を狙いやすい。
- バーサーカー

気力耐性が低く、気力ダメージも与えにくい。だが、パワーが高く、大ダメージを期待できる。
だが気絶しやすい。

### バトルアプリ
登録した超ヒーローロボによるサポート。キャプチャーアプリを使用するとVRカードを召喚できるようになる。アプリスロットは初期値は各ラウンドにつきそれぞれ3つだが、超神龍の願いで1個、それぞれ6個まで増やせる。

### スーパーヒーローライセンス
ヒーローライセンスに代わる記録カード。バナパスポートカードやAime（アイミー）に対応し、ゲーム開始の最初のみ使用する。バナコインは使用できない。前作のデータは一部を除き移行可能。

### SKILLS（スキルズ）
ユニバースミッション2弾より連動するガシャポン販売のフィギュアシリーズ。フィギュア台座のコードをスキャンさせることによりVRカードとして使用することができる。

### 友情レベルで覚える必殺技（SDBHのみ）
ヒーロータイプ
- 神裂斬（ザマス）
- ダークキルドライバー（ターレス：ゼノ）
- カオスウェーブ（フロスト 第一形態）
- 瞬間移動10倍かめはめ波（孫悟空：ゼノ 超サイヤ人4）
- アブソリュートリリースボール（人造人間21号）
- ライオットジャベリン（バーダック：ゼノ）
- 超ビッグバンアタック（ベジータ：BR SSGSS）
- ゴールデンメタルスーパーノヴァ（ゴールデンメタルクウラ 暴走）
- グラビティ・バースト（ハーツ）
- ギガンティックシャウト（ケール 暴走）
- ファイナルかめはめ波（ベジット SSGSS）

エリートタイプ
- 瞬間移動かめはめ波（孫悟空：ゼノ 超サイヤ人3）
- ダークバニシングボール（魔人ブウ：ゼノ）
- ギャリックキャノン（キャベ）
- ダークデッドパニッシャー（パラガス：ゼノ）
- アトミックフラッシュ（ベジータ：ゼノ）
- ブラックかめはめ波（ゴクウブラック）
- 極・暗黒龍殺弾（一星龍：ゼノ 邪悪龍）
- フルチャージデッドリィボンバー（合体人造人間13号）
- グラスバレット（ラグス）
- 超ブラックかめはめ波（ゴクウブラック 超サイヤ人ロゼ）
- ダークキングズブレイザー（ベジータ王：ゼノ 復活）
- 超電撃地獄玉（超17号）
- ドラゴン大振動（二星龍 邪悪龍）

バーサーカータイプ
- 天啓の一手（ゴワス）
- 激烈神裂斬（ザマス：合体）
- 時とばしの真髄（ヒット）
- エネルギーフィスト（カリフラ 超サイヤ人2）
- 身勝手の極意“兆”（孫悟空 身勝手の極意“兆”）
- 極・ドラゴンタックル（七星龍：ゼノ 邪悪龍）
- バーストインパクト（ジレン 超フルパワー）
- 突撃（孫悟空：少年期BR）
- 乙女ストライク（パン：ゼノ）
- スパーキングキック（フュー）
- 破壊神の厳罰（アラク）
- パラキャノン（ソンパラ）

### 超神龍の願いによる必殺技（SDBHのみ）
- ウィークエンド（ラディッツ 超サイヤ人3）
- リベリオンファング（バーダック：ゼノ）
- ファイナルエクスカリバー（ベジット：ゼノ 超サイヤ人3）
- ダークキングズフラッシュ（暗黒仮面王）
- パワーインパクト（ジレン）
- スピリッツセイバー（ベジット：ゼノ）
- ピーラーストーム（ミラ トワ吸収）
- 時の審判（時の界王神 時の力解放）

ユニバースミッション
- 破壊神の悪知恵（キテラ）
- 破壊神の戒め（シドラ）
- 銀龍の一閃（孫悟空 身勝手の極意）
- ゴッドファイナルかめはめ波（ベジット SSGSS）
- ギャラクシースピリッツソード（ベジット：ゼノ 超サイヤ人4）
- ギカンティックバースト（ケフラ 超サイヤ人2）
- ギガンティックブレス（ブロリー：BR 怒り）
- 乱舞撃滅（孫悟空 身勝手の極意“兆”）
- 超電圧爆裂斬（人造人間17号）
- リベンジイクシード（カミオレン）
- 聖なる逆鱗（ザマス：合体）
- スターダストブレイカー（ゴジータ：UM SSGSS）

ビッグバンミッション
- メテオインパクト（孫悟空）
- 魔閃烈光波（孫悟飯：青年期 超サイヤ人3）
- オーバーヒート・マグネトロン（ジレン フルパワー）
- スーパーファイナルシャインアタック（ベジータ：ゼノ 超フルパワーサイヤ人4・限界突破）
- ギャラクシーエターナルソード（ベジット：ゼノ 超フルパワーサイヤ人4・限界突破）
- 破壊神の慈悲（イワン）
- アルティメットビッグバンアタック（ベジット 超サイヤ人）
- 龍拳（孫悟空 超サイヤ人3）
- ゴッドビッグバンかめはめ波（ゴジータ：BR SSGSS）
- レーザーネットデスビーム（ゴールデンフリーザ：BR）
- グラビティ・フィスト（超ハーツ）
- 白銀の瞬撃（孫悟空 身勝手の極意）
- ダークネスヘルボール（仮面の人造人間）
- 究極極意のかめはめ波（孫悟空 身勝手の極意）
- 神縛裂光弾（紅き仮面のサイヤ人 超サイヤ人ロゼ3）
- ギャリックスラスト（ベジータ）

ウルトラゴッドミッション
- フィニッシュインパクト（黒衣の戦士）
- 究極爆裂かめはめ波（孫悟飯：SH 潜在能力解放）
- グラスフォール（黒衣の女戦士 暗黒ドラゴンボール強化）
- 烈脚爆撃弾（黒衣の未来戦士 暗黒ドラゴンボール強化）
- 勇猛撃拳（孫悟空Jr.）
- エリートラッシュ（ベジータJr.）
- グラビティ・ショット（超ハーツ）
- 操気弾（ヤムチャ）
- フルパワーインパクト（ジレン フルパワー）
- ブラックアサルト（黒衣のナメック戦士 暗黒ドラゴンボール強化）

メテオミッション
- ガンマバーストフラッシュ（ベジータ SSGSS・進化）
- トリニティクラッシュ（人造人間18号）
- 連続ギャラクティカドーナツ（魔人ブウ：悪 ゴテンクス吸収）
- 超リベンジデスボール（スーパーベビー2）
- ヘビーアサルトキック（ベジータ 超サイヤ人パワー重視）
- 極意一閃（孫悟空 身勝手の極意）

### イベントで入手できる必殺技（SDBHのみ）
- バーニングインパクト[注 2]（ベジークス：ゼノ）

## 登場人物
前作にすでに登場しているキャラクターはドラゴンボールヒーローズ#主な登場キャラクターを参照。

### アーケード

#### 第1期
第1弾
『ドラゴンボール』より
- ブルマ（声 - 鶴ひろみ→久川綾[注 3]）

『ドラゴンボール超』より
- 全王（声 - こおろぎさとみ）
- ザマス：合体（声 - 三木眞一郎）
- SSGSSベジット（声 - 野沢雅子＆堀川りょう）

『ドラゴンボールZ Sparking! NEO』より
- 大猿ラディッツ[注 4]（声 - 千葉繁）

今作オリジナルより
- トランクス：ゼノ（長髪）（声 - 草尾毅）
- 魔神トワ（声 - 勝生真沙子）
- 魔界兵（声 - 藤本たかひろ[15]）
- 魔界兵Σ（声 - 半田裕典[15]）
- ベジークス：ゼノ（声 - 堀川りょう＆草尾毅）
- 超サイヤ人ベジークス：ゼノ[注 5]（声 - 堀川りょう＆草尾毅）
- フリーザ：ゼノ（声 - 中尾隆聖）
- 超サイヤ人3ラディッツ（声 - 千葉繁）

第2弾
『ドラゴンボールオンライン』より
- セルX（セル：ゼノ巨大化）[注 6]（声 - 若本規夫）

『DRAGON BALL－ 放たれた運命の子供』より
- ギネ（声 - 渡辺菜生子）

今作オリジナルより
- セル：ゼノ（声 - 若本規夫）
- 魔神プティン（声 - 津田美波）
- 魔神グレイビー（声 - 廣田行生）
- 魔界兵Ω（声 - 半田裕典[15]）
- 超サイヤ人3ベジータ：ゼノ（声 - 堀川りょう）
- 超サイヤ人3孫悟空：ゼノ（声 - 野沢雅子）
- 超サイヤ人3ナッパ（声 - 稲田徹[注 7]）

第3弾
『ドラゴンボール超』より
- ザマス：合体（光輪）（声 - 三木眞一郎）
- ザマス：合体（異形化）（声 - 三木眞一郎）
- 人造人間17号（声 - 中原茂）
- ジレン（声 - 花輪英司）

今作オリジナルより
- ベジット：ゼノ（声 - 野沢雅子＆堀川りょう）
- 超サイヤ人3ベジット：ゼノ（声 - 野沢雅子＆堀川りょう）
- 魔神ダーブラ：ゼノ（声 - 大友龍三郎）
- 魔人ブウ：ゼノ（声 - 塩屋浩三）
- 暗黒魔神ブウ：ゼノ（魔神ダーブラ：ゼノ吸収）（声 - 塩屋浩三）
- 魔界兵Δ（声 - 藤本たかひろ[15]）

第4弾
『ドラゴンボール超』より
- フリーザ：復活（最終形態・天使）（声 - 中尾隆聖）

今作オリジナルより
- ターレス：ゼノ（声 - 野沢雅子）
- ターレス：ゼノ（暴走）（声 - 野沢雅子）
- 魔神サルサ（声 - 中井和哉）
- メチカブラ[注 8]（声 - 稲葉実[15]）
- 暗黒仮面王（声 - 佐藤正治）
- 金の魔界兵（声 - 藤本たかひろ）

第5弾
『ドラゴンボール超』より
- ゴールデンフリーザ（天使）（声 - 中尾隆聖）
- イワン（声 - 間宮康弘）
- ヘレス（声 - 浅野真澄）
- モスコ（声 - なし）
- キテラ（声 - 沼田祐介）
- アラク（声 - 村田太志）
- リキール（声 - 岸尾だいすけ）
- シドラ（声 - 間宮康弘）
- ラムーシ（声 - 川津泰彦）
- ベルモッド（声 - 菊池正美）
- ジーン（声 - 織田優成）

4-D作品『超天下一武道会』より
- ブロリーゴッド（声 - 島田敏）

今作オリジナルより
- 超サイヤ人ゴジータ：ゼノ（声 - 野沢雅子＆堀川りょう）
- 超サイヤ人3ゴジータ：ゼノ（声 - 野沢雅子＆堀川りょう）
- ジャネンバ：ゼノ（声 - 玄田哲章）
- ジャネンバ：ゼノ（邪悪鬼）（声 - 玄田哲章）
- 魔神シュルム（声 - 野島健児[15]）
- 死神兵（声 - 半田裕典[15]）

第6弾
『ドラゴンボール超』より
- ケール（声 - ゆかな）
- ケール（暴走）（声 - ゆかな）
- 超サイヤ人2カリフラ（声 - 小松由佳）
- リブリアン（声 - 北川里奈）
- トッポ（声 - 乃村健次）
- 大神官（声 - 高塚正也）
- SSGSS20倍界王拳孫悟空（声 - 野沢雅子）

今作オリジナルより
- 超サイヤ人ベジータ：ゼノ（声 - 堀川りょう）
- スラッグ：ゼノ（声 - 屋良有作）
- 超巨大スラッグ（声 - 屋良有作）
- ゴハンクス：ゼノ（声 - 野沢雅子＆草尾毅）
- 暗黒魔神ブウ：ゼノ（ジャネンバ：ゼノ吸収）（声 - 塩屋浩三）
- 超サイヤ人界王拳ベジット：ゼノ（声 - 野沢雅子＆堀川りょう）

第7弾
『ドラゴンボール超』より
- 孫悟空（身勝手の極意“兆”）（声 - 野沢雅子）
- ディスポ（声 - 島田敏）
- マルカリータ（声 - 佐々木愛）
- 超サイヤ人ケフラ（声 - 小松由佳＆ゆかな）

2017年のエイプリルフールネタ『社会サバイバル編』より
- 孫悟空（社会サバイバル編）（声 - 野沢雅子）
- 孫悟飯：青年期（社会サバイバル編）（声 - 野沢雅子）
- ベジータ（社会サバイバル編）（声 - 堀川りょう）
- クリリン（社会サバイバル編）（声 - 田中真弓）
- ピッコロ（社会サバイバル編）（声 - 古川登志夫）
- 人造人間17号（社会サバイバル編）（声 - 中原茂）
- 人造人間18号（社会サバイバル編）（声 - 伊藤美紀）
- フリーザ（社会サバイバル編）（声 - 中尾隆聖）

『ドラゴンボール ゼノバース2』より
- ミラ（トワ吸収[注 9]）（声 - 高橋広樹）

今作オリジナルより
- 超サイヤ人4孫悟空：ゼノ（声 - 野沢雅子）
- 超サイヤ人4バーダック（声 - 野沢雅子）
- パラガス：ゼノ（声 - 宝亀克寿）
- ブロリーダーク（声 - 島田敏）

第8弾
『ドラゴンボール超』より
- カトペスラ（声 - 織田優成）
- アニラーザ（声 - 江川央生）
- ガノス（声 - 三浦祥朗）
- ベルガモ（声 - 竹本英史）
- オブニ（声 - 谷昌樹）

今作オリジナルより
- 超サイヤ人4ベジータ：ゼノ（声 - 堀川りょう）
- 超サイヤ人4ゴジータ：ゼノ（声 - 野沢雅子＆堀川りょう）
- 時の界王神（時の力解放）[注 10]（声 - 伊藤かな恵）
- ベジータ王：ゼノ（声 - 佐藤正治）
- 暗黒神龍[注 11]（声 - 大友龍三郎）
- メチカブラ（全盛期）[注 8][注 12]（声 - 上田燿司[15]）

#### ユニバースミッション
ユニバースミッション 1弾
『ドラゴンボール超』より
- 孫悟空（身勝手の極意）（声 - 野沢雅子）
- SSGSS・進化ベジータ[18][19]（声 - 堀川りょう）
- ジレン（フルパワー）（声 - 花輪英司）

『ドラゴンボールオンライン』（初）『ドラゴンボール ゼノバース2』（新デザイン、新設定）より
- フュー（青年期）[注 13]（声 - 山口勝平）

ユニバースミッション 2弾
『ドラゴンボール超』より
- マイ[注 14]（声 - 山田栄子）

『ドラゴンボール ファイターズ』より
- 人造人間21号（声 - 桑島法子）
- 人造人間21号（変身）[注 15]（声 - 桑島法子）
- クローン孫悟空（声 - なし）
- クローン孫悟飯：青年期（声 - なし）
- クローンベジータ（声 - なし）
- クローンクリリン（声 - なし）
- クローンヤムチャ（声 - なし）
- クローンピッコロ（声 - なし）
- クローントランクス：青年期（声 - なし）
- クローンナッパ（声 - なし）
- クローンギニュー（声 - なし）
- クローンフリーザ：復活（声 - なし）
- クローンセル（声 - なし）
- クローン魔人ブウ：純粋（声 - なし）

今作オリジナルより
- 超サイヤ人暴走孫悟空（声 - 野沢雅子）
- ゴールデンクウラ（声 - 中尾隆聖）
- 悪のサイヤ人（声 - 小山力也）

ユニバースミッション 3弾
『ドラゴンボールZ V.R.V.S』より
- 魔人オゾット（声 - てらそままさき）

『ドラゴンボール ゼノバース』より
- トキトキ[注 16]（声 - 後藤哲夫→チョー[注 17]）

『ドラゴンボール ファイターズ』より
- 人造人間21号（変身：善）[注 15]（声 - 桑島法子）
- 人造人間21号（変身：悪）[注 18]（声 - 桑島法子）

今作オリジナルより
- 一星龍：ゼノ（声 - 柴田秀勝）
- 二星龍：ゼノ（声 - 茶風林）
- 三星龍：ゼノ（声 - 置鮎龍太郎）
- 四星龍：ゼノ（声 - 増谷康紀[注 19]）
- 五星龍：ゼノ（声 - 真殿光昭）
- 六星龍：ゼノ（乙姫）（声 - 勝生真沙子）
- 七星龍：ゼノ（声 - 青森伸）
- 移動要塞シロガメ（声 - なし）
- ロベル（声 - 牛田裕子）
- カンバー（声 - 小山力也）
- 超サイヤ人カンバー（声 - 小山力也）
- 孫悟天：ゼノ（潜在能力解放）[注 20]（声 - 野沢雅子）
- 孫悟飯：ゼノ（潜在能力解放）[注 20]（声 - 野沢雅子）
- SSGSS界王拳ベジット（声 - 野沢雅子＆堀川りょう）

ユニバースミッション4弾
『ドラゴンボールZ』より
- 老界王神（声 - 田中亮一）

劇場版第20作『ブロリー』より
- ブロリー：BR[注 21]（声 - 島田敏）

今作オリジナルより
- ハッチヒャック（超怨念増幅装置形態）（声 - 石川英郎）
- 超サイヤ人3ゴハンクス：ゼノ（声 - 野沢雅子＆草尾毅）
- 超一星龍：ゼノ（声 - 柴田秀勝）
- 魔強化形態超一星龍：ゼノ[注 22]（声 - 柴田秀勝）
- 大猿カンバー（声 - 小山力也）
- 超フュー（声 - 山口勝平）

ユニバースミッション 5弾
劇場版第1作『神龍の伝説』より
- グルメス王（声 - 森山周一郎）

劇場版第2作『魔神城のねむり姫』より
- ルシフェル（声 - 森功至[注 23]）

劇場版第17作『最強への道』より
- 人造人間8号（声 - 飯塚昭三）

劇場版第20作『ブロリー』より
- 孫悟空：BR（声 - 野沢雅子）
- ベジータ：BR（声 - 堀川りょう）
- ベジータ：少年期BR[注 24]（声 - 堀川りょう）
- ラディッツ：少年期BR[注 24]（声 - 千葉繁）
- 孫悟空：少年期BR[注 24]（声 - 野沢雅子）
- ブルマ：BR（声 - 久川綾[注 3]）
- バーダック：BR（声 - 野沢雅子）
- ギネ：BR（声 - 渡辺菜生子）
- ナッパ：BR（声 - 飯塚昭三→稲田徹[注 25][注 26]）
- フリーザ：BR（声 - 中尾隆聖）
- コルド大王：BR（声 - 大友龍三郎）
- ベジータ王：BR（声 - 佐藤正治[注 27]）
- パラガス：BR（声 - 宝亀克寿）
- ビーツ：BR（声 - 桐本拓哉）
- ブロリー：BR（怒り）（声 - 島田敏）
- 超サイヤ人ブロリー：BR（声 - 島田敏）
- ブロリー：少年期BR[注 24]（声 - 森下由樹子）
- 超巨大生物バア[注 24]（声 - なし）
- 大ダニ[注 24]（声 - なし）
- SSGSSゴジータ：BR[注 28]（声 - 野沢雅子＆堀川りょう）

今作オリジナルより
- 超サイヤ人3カンバー[注 29]（声 - 小山力也）
- 超サイヤ人4ベジット：ゼノ（声 - 野沢雅子&堀川りょう）

ユニバースミッション 6弾
『ドラゴンボールZ』より
- 界王神（声 - 太田真一郎[注 30]）
- キビト神（声 - 太田真一郎[注 30]）

『ドラゴンボール超 ブロリー』より
- チライ：BR（声 - 水樹奈々）
- レモ：BR（声 - 杉田智和）
- 超サイヤ人孫悟空：BR（声 - 野沢雅子）
- 超サイヤ人ベジータ：BR（声 - 堀川りょう）
- 超サイヤ人ゴッドベジータ：BR（声 - 堀川りょう）
- ゴールデンフリーザ：BR（声 - 中尾隆聖）
- ゴジータ：BR（声 - 野沢雅子＆堀川りょう）
- 超サイヤ人ゴジータ：BR（声 - 野沢雅子＆堀川りょう）
- 超サイヤ人フルパワーブロリー：BR（声 - 島田敏）

『ドラゴンボール超』より
- 超サイヤ人2ケフラ（声 - 小松由佳&ゆかな）

今作オリジナルより
- ザマス：合体（眼帯）（声 - 三木眞一郎）
- オレン（声 - 粕谷雄太）
- カミン（声 - 津田美波）
- ハーツ（声 - 子安武人）

ユニバースミッション 7弾
『ドラゴンボールZ』より
- ポルンガ[注 11]（声 - なし）

『ドラゴンボールGT』より
- 究極神龍[注 11]（声 - なし）

『ドラゴンボール超』より
- トッポ（破壊神モード）（声 - 乃村健次）
- ジレン（超フルパワー）（声 - 花輪英司）

『スーパードラゴンボールヒーローズ ワールドミッション』より
- シーラス（声 - 東地宏樹）

今作オリジナルより
- 超サイヤ人3フルパワーカンバー[注 29]（声 - 小山力也）
- カリフラオレン（声 - 粕谷雄太）
- ケールカミン（声 - 津田美波）
- スーパーオレン（声 - 粕谷雄太）
- 超サイヤ人3孫悟飯：ゼノ（声 - 野沢雅子）
- 魔神ダーブラ：ゼノ（パワーアップ形態[注 31]）（声 - 大友龍三郎）
- 魔神トワ（パワーアップ形態[注 31]）（声 - 勝生真沙子）
- フィン（声 - 不明）
- 暗黒ゴジータ[注 32]（声 - 不明）
- 暗黒王メチカブラ[注 8]（声 - 上田燿司）

ユニバースミッション 8弾
『ドラゴンボール超』より
- リブリアン（巨大化）（声 - 北川里奈）

『スーパードラゴンボールヒーローズ ワールドミッション』より
- グレートサイヤマン3号（声 - 草尾毅）

今作オリジナルより
- カミオレン（声 - 粕谷雄太＆津田美波）
- ラグス（声 - 下地紫野）
- 超サイヤ人4孫悟飯：ゼノ（声 - 野沢雅子）
- 魔神プティン（パワーアップ形態[注 31]）（声 - 津田美波）
- 魔神グレイビー（パワーアップ形態[注 31]）（声 - 廣田行生）

ユニバースミッション 9弾
今作オリジナルより
- メタルクウラ（暴走）（声 - 中尾隆聖）
- ゴールデンメタルクウラ（暴走）（声 - 中尾隆聖）
- 超ハーツ（声 - 子安武人）
- パン：ゼノ（声 - 皆口裕子）
- 魔神サルサ（パワーアップ形態[注 31]）（声 - 中井和哉）
- 魔神シュルム（パワーアップ形態[注 31]）（声 - 野島健児）
- 時の界王神（洗脳）（声 - 伊藤かな恵）
- 超サイヤ人4界王拳ゴジータ：ゼノ（声 - 野沢雅子＆堀川りょう）

ユニバースミッション 10弾
『ドラゴンボール』より
- チチ：少女期（声 - 渡辺菜生子）

今作オリジナルより
- 究極カミオレン（声 - 粕谷雄太＆津田美波）
- 超サイヤ人4バーダック：ゼノ（声 - 野沢雅子）
- ベジータ王：ゼノ（復活[注 33]）（声 - 佐藤正治）
- 時の界王伸（洗脳暴走[注 34]）（声 - 伊藤かな恵）
- 超ミラ（フィン吸収）（声 - 高橋広樹）
- ブロリーダーク（復活）（声 - 島田敏）

ユニバースミッション 11弾
『スーパードラゴンボールヒーローズ ワールドミッション』より
- シーラス（融合体）（声 - 東地宏樹）
- アムズ（第三形態）（声 - なし）

今作オリジナルより
- ザマス：合体（光輪・眼帯）（声 - 三木眞一郎）
- ハーツ（究極形態[24]or完全体[25]）（声 - 子安武人）
- ゴジータ：UM（声 - 野沢雅子＆堀川りょう）
- SSGSSゴジータ：UM[24]（声 - 野沢雅子＆堀川りょう）
- フィン（究極進化[26]）（声 - 不明）
- 超サイヤ人ゴッドトランクス：ゼノ（声 - 草尾毅）

ユニバースミッション 12弾
『ドラゴンボールオンライン』より
- フュー（赤ちゃん）[注 13][注 35]（声 - なし）

今作オリジナルより
- ゴッドバード（声 - 後藤哲夫→チョー）
- 魔神サルサ（暗黒形態）（声 - 中井和哉）
- 魔神シュルム（暗黒形態）（声 - 野島健児）
- 暗黒王メチカブラ（時の力解放）（声 - 上田燿司）

#### ビッグバンミッション
ビッグバンミッション 1弾
今作オリジナルより
- ドギドギ[注 36]（声 - チョー）
- 超サイヤ人3バーダック（声 - 野沢雅子）

ビッグバンミッション 2弾
今作オリジナルより
- Dr.ダブリュー（声 - 木村雅史）
- 超サイヤ人ゴッドベジータ（声 - 堀川りょう）

ビッグバンミッション 3弾
『ドラゴンボールZ』より
- 北の界王（声 - 龍田直樹[注 37]）

『ドラゴンボールGT』より
- パン（ハニー）（声 - 皆口裕子）
- ブラ（声 - 久川綾[注 38]）
- レジック（声 - 不明[注 39]）
- ボンパラ（声 - 堀之紀）
- ダンパラ（声 - 藤本たかひろ[注 40]）
- ソンパラ（声 - 島田敏）

今作オリジナルより
- サルサ（声 - 中井和哉）
- プティン（新衣装）（声 - 津田美波）
- ジャネンバ（改造）（声 - 玄田哲章）
- 超フルパワーサイヤ人4・限界突破孫悟空：ゼノ[27][注 41]（声 - 野沢雅子）
- 超フルパワーサイヤ人4・限界突破ベジータ：ゼノ[27][注 41]（声 - 堀川りょう）

ビッグバンミッション 4弾
今作オリジナルより
- 仮面の人造人間（声 - 中原茂）
- SSGSS・暴走孫悟空（声 - 野沢雅子）
- SSGSS・暴走ベジータ（声 - 堀川りょう）
- SSGSS・バリヤーベジット（声 - 野沢雅子・堀川りょう）
- フュー：少年期[注 13][注 42]（声 - 山口勝平）

ビッグバンミッション 5弾
今作オリジナルより
- 超フルパワーサイヤ人4・限界突破ベジット：ゼノ（声 - 野沢雅子・堀川りょう）
- 暗黒王フュー（声 - 山口勝平）

ビッグバンミッション 6弾
今作オリジナルより
- 超フルパワーサイヤ人4・限界突破ブロリー（声 - 島田敏）
- 魔神ロベル（声 - 牛田裕子）
- 魔神トワ（新衣装）（声 - 勝生真沙子）

ビッグバンミッション 7弾
今作オリジナルより
- 黄金大猿ゴジータ[注 43]（声 - 野沢雅子・堀川りょう）
- ハーツ（天使）（声 - 子安武人）
- 黒衣の戦士（声 - 野沢雅子）
- ゴールデンフリーザ：ゼノ（声 - 中尾隆聖）
- ゴールデンメタルクウラ：ゼノ（声 - 中尾隆聖）
- 紅き仮面のサイヤ人（声 - 野沢雅子）

ビッグバンミッション8弾
今作オリジナルより
- 超ハーツ（天使）（声 - 子安武人）
- セル（超完全体）（天使）（声 - 若本規夫）
- ターレス（悪のサイヤ人[34]）（声 - 野沢雅子）
- 超サイヤ人ロゼ紅き仮面のサイヤ人（声 - 野沢雅子）
- SSGSS・暴走制御ベジータ（声 - 堀川りょう）

ビッグバンミッション9弾
今作オリジナルより
- 超サイヤ人黒衣の戦士（声 - 野沢雅子）
- シュルム（声 - 野島健児）
- ウィロー（声 - 木村雅史）
- 超サイヤ人ロゼ2紅き仮面のサイヤ人（声 - 野沢雅子）
- 超サイヤ人ロゼ3紅き仮面のサイヤ人（声 - 野沢雅子）

ビッグバンミッション10弾
外伝漫画『エピソード オブ バーダック』より
- チルド（声 - 中尾隆聖[注 44]）

今作オリジナルより
- 破壊王超一星龍（声 - 柴田秀勝）
- SSGSSゴジータ：BM（声 - 野沢雅子・堀川りょう）
- SSGSS・進化ゴジータ：BM（声 - 野沢雅子・堀川りょう）
- 超サイヤ人ロゼフルパワー紅き仮面のサイヤ人（声 - 野沢雅子）

ビッグバンミッション11弾
『ドラゴンボールZ』より
- ミスター・サタン（声 - 江原正士[注 45]）
- 天津飯（声 - 緑川光[注 46]）

『ドラゴンボールGT』より
- ミスター・サタン：GT（声 - 江原正士）

今作オリジナルより
- フュー：少年期（ドギドギ完全吸収[35]）（声 - 山口勝平）
- 超ハーツ（進化[35]）（声 - 子安武人）
- シュルサ（声 - 野島健児）
- 超フルパワーサイヤ人4・限界突破ゴジータ：ゼノ（声 - 野沢雅子・堀川りょう）
- SSGSS・気の融合孫悟空（声 - 野沢雅子）

ビッグバンミッション12弾
『ドラゴンボールZ』より
- 孫悟飯：幼年期（ED衣装）（声 - 野沢雅子）

今作オリジナルより
- 超サイヤ人4・気の融合孫悟空：ゼノ（声 - 野沢雅子）
- フュー：少年期（ドギドギ完全吸収・宇宙樹パワー）（声 - 山口勝平）
- SSGSS・宇宙樹パワー孫悟空（声 - 野沢雅子）

#### ウルトラゴッドミッション
ウルトラゴッドミッション1弾
『ドラゴンボール超 スーパーヒーロー』より
- 超サイヤ人孫悟飯：SH（声 - 野沢雅子）
- ピッコロ：SH（神と融合）（声 - 古川登志夫）
- 孫悟空：SH（声 - 野沢雅子）
- ベジータ：SH（声 - 堀川りょう）
- ブロリー：SH（声 - 島田敏）
- ガンマ1号：SH（声 - 神谷浩史）
- ガンマ2号：SH（声 - 宮野真守）

今作オリジナルより
- 超サイヤ人・暗黒ドラゴンボール強化黒衣の戦士（声 - 野沢雅子）
- 黒衣のナメック戦士（暗黒ドラゴンボール強化）（声 - 古川登志夫）
- アイオス（声 - 井上麻里奈）

ウルトラゴッドミッション2弾
『ドラゴンボール超 スーパ－ヒーロー』より
- 孫悟飯：SH（潜在能力開放）（声 - 野沢雅子）
- ピッコロ：SH（潜在能力開放）（声 - 古川登志夫）
- パン：SH（声 - 皆口裕子）

『ドラゴンボールレジェンズ』より
- シャロット（声 - 赤羽根健司）

今作オリジナルより
- ターレス（悪のサイヤ人・天使）（声 - 野沢雅子）
- 黒衣の未来戦士（暗黒ドラゴンボール強化）（声 - 野沢雅子）

ウルトラゴッドミッション3弾
『ドラゴンボール』より
- ウーロン（声 - 龍田直樹）
- 神龍[注 11]（声 - 大友龍三郎[注 47]）

『ドラゴンボールGT』より
- 孫悟空：GT（通常：大人）（声 - 野沢雅子）
- 孫悟空Jr.（声 - 野沢雅子）
- ベジータJr.（声 - 堀川りょう）

『ドラゴンボール超 スーパーヒーロー』より
- マゼンタ：SH（声 - ボルケーノ太田）
- Dr.ヘド：SH（声 - 入野自由）
- オレンジピッコロ：SH（声 - 古川登志夫）
- 巨大化オレンジピッコロ：SH（声 - 古川登志夫）
- 孫悟飯：SH（ビースト）（声 - 野沢雅子）

今作オリジナルより
- ガラス兵（声 - 藤本たかひろ）
- 超サイヤ人・暗黒ドラゴンボール強化黒衣の未来戦士（声 - 野沢雅子）
- 黒衣の女戦士（暗黒ドラゴンボール強化）[注 48]（声 - 佐藤利奈）

ウルトラゴッドミッション4弾
『ドラゴンボール超 スーパーヒーロー』より
- セルマックス：SH（声 - 若本規夫）

今作オリジナルより
- 超サイヤ人3・暗黒ドラゴンボール強化黒衣の戦士（声 - 野沢雅子）
- 黒衣の女戦士（分身）[注 48]（声 - 佐藤利奈）

ウルトラゴッドミッション5弾
今作オリジナルより
- アイオス（時の力解放）[36]（声 - 井上麻里奈）

ウルトラゴッドミッション6弾
『ドラゴンボールZ』より
- ベジット：アメ玉[注 49]（声 - 野沢雅子・堀川りょう）

今作オリジナルより
- 暗黒王ドミグラ（声 - 鳥海浩輔）
- 魔神ロベル（暗黒因子吸収）（声 - 牛田裕子）

ウルトラゴッドミッション7弾
『ドラゴンボール』より
- プーアル（声 - 渡辺菜生子）

『ドラゴンボール超』より
- ビルス（通常？）（声 - 渡辺菜生子）
- モナカ（通常？）（声 - 山寺宏一）

『ドラゴンボール超 ブロリー』より
- 超サイヤ人ゴッド孫悟空：BR（声 - 野沢雅子）

今作オリジナルより
- スラッグ（魔強化形態）（声 - 屋良有作）
- 合体人造人間13号（魔強化形態）（声 - 遠藤守哉）
- ボージャック（魔強化形態）（声 - 玄田哲章）
- 魔人ブウ：善（魔強化形態）（声 - 塩屋浩三）
- ジャネンバ（魔強化形態）（声 - 玄田哲章）
- ヒルデガーン（魔強化形態）（声 - 青森伸）
- ブロリー（魔強化形態）（声 - 島田敏）
- 魔神プティン（魔強化形態）（声 - 津田美波）
- 魔神グレイビー（魔強化形態）（声 - 廣田行生）
- 魔神ダーブラ：ゼノ（魔強化形態）（声 - 大友龍三郎）
- 魔神サルサ（魔強化形態）（声 - 中井和哉）
- 魔神シュルム（魔強化形態）（声 - 野島健児）
- 超サイヤ人3フルパワーカンバー（口枷なし）（声 - 小山力也）

ウルトラゴッドミッション8弾
『ドラゴンボール レジェンズ』より
- 超サイヤ人シャロット（声 - 赤羽根健治）
- 超サイヤ人2シャロット（声 - 赤羽根健治）
- 超サイヤ人3シャロット（声 - 赤羽根健治）
- 超サイヤ人ゴッドシャロット（声 - 赤羽根健治）

今作オリジナルより
- 暗黒王ドミグラ（フルパワー）（声 - 鳥海浩輔）
- フィン（魔強化形態）（声 - 不明）
- ゴールデンメタルクウラ（魔強化形態）（声 - 中尾隆聖）
- ハッチヒャック（魔強化形態）（声 - 石川英郎）
- 大猿ベビー（魔強化形態）（声 - 沼田祐介）
- チルド（魔強化形態）（声 - 中尾隆聖）
- セル（魔強化形態）（声 - 若本規夫）

ウルトラゴッドミッション9弾
『SAND LAND』より
- ベルゼブブ[注 50]（声 - 田村睦心）

今作オリジナルより
- 超サイヤ人2・暗黒ドラゴンボール強化黒衣の未来戦士（声 - 野沢雅子）
- 超サイヤ人4・暗黒ドラゴンボール強化黒衣の戦士（声 - 野沢雅子）
- 暗黒王ドミグラ（時の力解放）（声 - 鳥海浩輔）

ウルトラゴッドミッション10弾
『ドラゴンボール』より
- ブルマ（バニー）（声 - 久川綾）
- ランチ[注 51]（声 - 小山茉美）
- チチ（声 - 渡辺菜生子）

『ドラゴンボールGT』より
- 超フルパワーサイヤ人4孫悟空：GT（声 - 野沢雅子）

『ドラゴンボール超 スーパーヒーロー』より
- 孫悟飯：SH（声 - 野沢雅子）

#### メテオミッション
メテオミッション3弾
今作オリジナルより
- 魔人オゾット（ジャネンバ変身）（声 - てらそままさき）

メテオミッション4弾
『ドラゴンボールZ』より
- トランクス：未来少年期（声 - 草尾毅）
- グレートサイヤマン（超サイヤ人2）（声 - 野沢雅子）

『ドラゴンボールレジェンズ』より
- シャロット（SSGSS）（声 - 赤羽根健司）

今作オリジナルより
- 魔人オゾット（孫悟飯変身）（声 - てらそままさき）
- 巨大魔人オゾット[注 52]（声 - てらそままさき）

メテオミッション5弾
『ドラゴンボールZ』より
- ギニュー（声 - 小西克幸）
- リクーム（声 - 佐々木誠二）

今作オリジナルより
- 魔人オゾット（時の界王神変身）（声 - てらそままさき）

### 家庭用ゲーム

#### ワールドミッション
ビート
本作の主人公。「ビート」という名前は公式サイトの紹介によるもので、名前は自由に決められる。向上心と正義感が強く、誰からも信頼される不思議な魅力がある。全アバターが使用可能。三章のシナリオでのみ「グレートサイヤマン4号」に変身できる。「Victory Mission」とは大きくキャラクターが異なる。
ノート
元気で明るく、活発な性格の女の子。正義感に加えて、こうと決めたら一歩も下がらない信念の強さと負けん気の強さは周囲を驚かせるほど。サイヤ人アバターに変身して戦う。「Victory Mission」と比べると女性的な言動が多く、勝気さは控え目。
フローズ
フリーザの強さに憧れる、物静かでクールな少年。冷静な判断力と精密な技術を誇り、トップクラスの実力を誇る。使用するアバターはフリーザ一族。「Victory Mission」と比べると協調性があり、独りで思い悩むなど精神的に弱い面が見られる。
カギュー
少し大人びた言動の礼儀正しい少年。冷静な判断力があり、兄貴的な存在である。ナメック星人アバターを自在に操る。「Victory Mission」とほぼ同じ性格。
カブラ
普段は臆病な性格だが、どこか憎めない少年。使用するアバターは魔人族に変身して戦う。「Victory Mission」とほぼ同じ性格。
グレートサイヤマン3号
「ヒーロータウン」で「スーパードラゴンボールヒーローズ」のカリスマとして活躍している謎のヒーロー。ゲーム内では、バトルシステムなどを説明してくれる。
シーラス
トランクスや時の界王神たち「タイムパトローラー」の前に現れた謎の戦士。立ち向かうトランクスを一蹴するほどの強さを持つ。胸には、「銀河パトロール隊」の紋章が刻まれている。
キャラクターデザインは漫画家のとよたろう。
アムズ
元銀河パトロール隊の技術者でもあったシーラスが創り出したAI生命体。あらゆる戦闘データを取り込むようにプログラミングされており、取り込んだ戦闘データに応じて、形態変化ができる。
ニム
軽いノリの少年だが相手のことを思いやれる優しさは人一倍強く持っている。人造人間アバターを駆使して戦う。「Victory Mission」と比べるとシリアスな面を見せることが多い。
ゼン
素直で裏表のない誠実な少年。どんなことにも真剣に取り組み、最後までやり切る責任感の強さも持つ。
シャメル
集団より一人を好み、自分の力に自信を持つ少年。普段は人とコミュニケーションを取らないが、自分が認めた相手は尊重する実力主義者。
今作オリジナルより
- シーラス[42]（声 - 東地宏樹）
- シーラス（融合体）（声 - 東地宏樹）
- アムズ（声 - なし）
- アムズ（第二形態）（声 - なし）
- アムズ（第三形態）（声 - なし）
- グレートサイヤマン3号（声 - 草尾毅[15]）
- グレートサイヤマン4号（声 - 入野自由[15]）

## 評価
2016年11月17日に第一弾が稼働開始して以降、2017年4月から全国11会場で『ドラゴンボールヒーローズ』の大会「スペシャルツアー2017」には全国から4万人以上が参加し、稼働7周年目の2017年10月22日に行われた『ドラゴンボールヒーローズシリーズ7周年記念イベント』で累計出荷枚数6億枚、累計利用者250万人を突破し、デジタルキッズカードゲーム市場で現在もNo.1を維持しており、老若男女問わず、今もなお新たなファンを生み出し続けている。稼働8周年目の2018年10月28日に累計出荷枚数7億枚を突破し、2020年11月時点で、シリーズ累計カード出荷数10億枚を突破した。また、筐体数は全国47都道府県の量販店・アミューズメント施設を中心に約6,000台を設置し、2013年度から2019年度のデジタルキッズカードゲームタイトルで全体売上第1位を記録し続け、子どもから大人まで幅広い支持を得ている。
メルカリが発表した「メルカリトレンドワード2019上半期」で本作が1位に選ばれた。

## 日本国外での展開
2020年7月より台湾・香港、同年9月より中国にて「SUPER DRAGONBALL HEROES UNIVARSE MISSION1弾」の稼働が開始した。アジア版は5枚のカードを使って遊ぶ事ができる。また旧『ドラゴンボールヒーローズ』の筐体を使用している。

## リリース
- 2016年11月17日 - 第1シリーズ稼動開始[48]。
  - 2017年1月12日：2弾稼働開始[49]。
  - 2017年3月9日：3弾稼働開始[49]。
  - 2017年5月11日：4弾稼働開始[49]。
  - 2017年7月13日：5弾稼働開始[49]。
  - 2017年9月14日：6弾稼働開始[49]。
  - 2017年11月9日：7弾稼働開始[49]。
  - 2018年1月11日：8弾稼働開始[49]。
- 2018年3月8日 - 第2シリーズ『ユニバースミッション』稼働開始[50]。
  - 2018年5月10日：ユニバースミッション2弾稼働開始[51]。
  - 2018年7月12日：ユニバースミッション3弾稼働開始[52]。
  - 2018年9月13日：ユニバースミッション4弾稼働開始[53]。
  - 2018年11月8日：ユニバースミッション5弾稼働開始[54]。
  - 2019年1月10日：ユニバースミッション6弾稼働開始[55]。
  - 2019年3月7日：ユニバースミッション7弾稼働開始[56]。
  - 2019年5月9日：ユニバースミッション8弾稼働開始[57]。
  - 2019年7月11日：ユニバースミッション9弾稼働開始[58]。
  - 2019年9月12日：ユニバースミッション10弾稼働開始[59]。
  - 2019年11月7日：ユニバースミッション11弾稼働開始[60]。
  - 2020年1月9日：ユニバースミッション12弾稼働開始[61]。
- 2020年3月19日 - 第3シリーズ『ビッグバンミッション』稼働開始[62]。
  - 2020年6月18日：ビッグバンミッション2弾稼働開始[63]。
  - 2020年8月6日：ビッグバンミッション3弾稼働開始[64]。
  - 2020年10月1日：ビッグバンミッション4弾稼働開始[65]。
  - 2020年11月26日：ビッグバンミッション5弾稼働開始[66]。
  - 2021年1月21日：ビッグバンミッション6弾稼働開始[67]。
  - 2021年3月18日：ビッグバンミッション7弾稼働開始[68]。
  - 2021年6月3日：ビッグバンミッション8弾稼働開始[69]。
  - 2021年7月15日：ビッグバンミッション9弾稼働開始[70]。
  - 2021年9月16日：ビッグバンミッション10弾稼働開始[71]。
  - 2021年11月11日：ビッグバンミッション11弾稼働開始[72]。
  - 2022年1月13日：ビッグバンミッション12弾稼働開始[73]。
- 2022年3月10日 - 第4シリーズ『ウルトラゴッドミッション』稼働開始[74]。
  - 2022年5月12日：ウルトラゴッドミッション2弾稼働開始[75]。
  - 2022年7月14日：ウルトラゴッドミッション3弾稼働開始[76]。
  - 2022年9月15日：ウルトラゴッドミッション4弾稼働開始[77]。
  - 2022年11月10日：ウルトラゴッドミッション5弾稼働開始[78]。
  - 2023年1月12日：ウルトラゴッドミッション6弾稼働開始[79]。
  - 2023年3月9日：ウルトラゴッドミッション7弾稼働開始[80]。
  - 2023年4月27日：ウルトラゴッドミッション8弾稼働開始[81]。
  - 2023年7月6日：ウルトラゴッドミッション9弾稼働開始[82]。
  - 2023年9月7日：ウルトラゴッドミッション10弾稼働開始[83]。
- 2023年11月9日 - 第5シリーズ『メテオミッション』稼働開始[84]。
  - 2024年1月11日：メテオミッション2弾稼働開始[85]。
  - 2024年3月7日：メテオミッション3弾稼働開始[86]。
  - 2024年4月25日：メテオミッション4弾稼働開始

- - 2024年6月27日：メテオミッション5弾稼働開始

- - 2024年8月29日：メテオミッション6弾稼働開始

## 主題歌

### テーマソング
「スーパードラゴンボールヒーローズ テーマソング」（2016年11月）
歌 - Dragon Soul（谷本貴義・五條真由美・YOFFY） / 作詞 - エンジニアよしと / 作曲 - 岩崎貴文
「スーパードラゴンボールヒーローズ ユニバースミッションシリーズ テーマソング」（2018年3月）
歌 - Dragon Soul（谷本貴義・五條真由美・YOFFY） / 作詞 - エンジニアよしと / 作曲 - 岩崎貴文
「スーパードラゴンボールヒーローズ ビッグバンミッションシリーズ テーマソング」（2020年3月）
歌 - Dragon Soul（谷本貴義・五條真由美・YOFFY） / 作詞 - エンジニアよしと / 作曲 -  Raizo.W
「スーパードラゴンボールヒーローズ ウルトラゴッドミッションシリーズ テーマソング」（2022年3月）
歌 - Dragon Soul（谷本貴義・五條真由美・YOFFY） / プロデュース - エンジニアよしと
「スーパードラゴンボールヒーローズ メテオミッションシリーズ テーマソング」（2023年10月）
歌 - Dragon Soul（谷本貴義・五條真由美・YOFFY） / プロデュース - エンジニアよしと

### 応援歌
「スーパードラゴンボールヒーローズ ファイトソング（Fight Songs）」（2020年3月）
歌 - Dragon Soul（谷本貴義・五條真由美・YOFFY） / 作詞 - エンジニアよしと / 作曲 - 谷本貴義

## Webアニメ
『スーパードラゴンボールヒーローズ プロモーションアニメ』は、イベント会場や公式サイトおよびバンダイデータスポットで配信されるWEBアニメーション作品。イベントの配信日と同日に公式サイトでの配信も開始される。『ドラゴンボール超』と『ドラゴンボールオンライン』および『ドラゴンボール ゼノバース』シリーズを取り込んだ、原作ともテレビシリーズとも設定の異なるオリジナルストーリーとなっている。詳しい時間軸は不明だがビルスやウイス、未来トランクスが登場していたり、悟空の口からジレンの話があったり、過去にフュージョンをしたことがあるため、少なくとも『ドラゴンボール超』の力の大会やブロリーとの戦いを終えた後となっている。
沿革
- 2018年7月1日、ユニバースミッション（UM）をベースにしたアニメ第1期『監獄惑星編』を配信。
- 2019年1月10日、アニメ第2期『宇宙争乱編』を配信。監獄惑星崩壊後に出現したコアエリアより封印された最強の戦士たちが解き放たれる。
- 2020年2月23日、『暗黒帝国偏』のクライマックスが描かれる特別編『 決戦！タイムパトロール VS 暗黒王！』を配信。
- 2020年3月5日、ビッグバンミッション（BM）をベースにしたアニメ第3期『宇宙創成編』を配信。
- 2020年11月15日、『ドラゴンボールヒーローズ』シリーズ10周年を記念し、ヒーローアバターをメインとした特別編『戦いの場所へ突き進め ドラゴンボールヒーローズ』を配信。
- 2021年3月17日、アニメ第4期『新時空大戦編』を配信。
- 2022年2月23日、アニメ第5期『時の界王神編』を配信。
- 2023年10月22日、アニメ第6期『魔の侵略者編』を配信。『プロモーションアニメ』から『プロモーションCGムービー』に変更[94]。

### 登場キャラクター
孫悟空
声 - 野沢雅子
本シリーズの主人公。こちらは『超』の世界の存在で、ウイスとの修行中にフューからトランクスのことを聞かされ、監獄惑星へと向かう。超サイヤ人ゴッド、超サイヤ人ブルーになれる。苦戦を強いられるが身勝手の極意でカンバーを打ち破り、その余波で監獄惑星を崩壊させるが行方不明となるが持っていた全王スイッチによって間一髪で脱出に成功。その後大神官の下で修業をし、身勝手の極意"兆"（きざし）の力を自在に使いこなせるようになっていた。究極形態になったハーツとの戦いでは、身勝手の極意がいつ出るか分からないため、ベジータにフュージョンを提案した。
「宇宙創成編」では誤解でビルスたちと対峙した時も、久々に彼と本気の勝負をできると楽しみにしていた。
ベジータ
声 - 堀川りょう
悟空のライバルでサイヤ人の王子。フューからトランクスが捕まったことを聞かされ、助けるために悟空と協力する。劇場版キャラクターであるクウラのことを知っている模様。第11宇宙ではオレンに寄生されてスーパーオレンになるものの、大神官の下で修行をし再び戦場に帰還した悟空の機転により救われた。対カミオレン戦では自ら超サイヤ人ゴッド超サイヤ人・進化にパワーアップしてカミオレンに戦いを挑む。究極形態になったハーツとの戦いでは、悟空とフュージョンをするのに躊躇うが、最終的に合体を決める。ハーツを倒した後に、ジレンから「なぜ力の大会で（フュージョンを）使わなかった？」と尋ねられた際、「こんな奴（悟空）と合体したくなかったからだ!!」とムキになっていた。
「宇宙創成編」では突如現れたトランクス：ゼノをすぐに別次元の自分の息子だと見抜いた。
ベジット
声 - 野沢雅子・堀川りょう
悟空とベジータがポタラによって融合した姿。さらに超サイヤ人ブルーへと変身できる。本作ではカンバーに対抗するため、今まで使わなかった悟空の界王拳を併用し、さらに「ファイナルかめはめ波」を放つも、力の使い過ぎで黄金大猿化したカンバーと戦う前に合体が解除された。
ゴジータ：UM
声 - 野沢雅子・堀川りょう
ハーツ究極形態に対抗するために悟空とベジータがフュージョンした姿。劇場版と異なり、肌の色は白いまま。超サイヤ人ブルーになることで超ハーツを超える力を身につけた。さらに「新時空大戦編」でも超サイヤ人ロゼの限界を超えたゴクウブラックを倒すためにベジータがなった超サイヤ人ブルー進化に変身した。
トランクス：未来
声 - 草尾毅
未来からやってきたベジータの息子。修行のために現代にやってきた。時間を行き来できる理由でフューに捕まり、監獄惑星に拉致されるが脱走し、クウラと出会う。その後、ベジータたちと行動を共にし、各宇宙で悪事を働くハーツやザマスたちを相手に戦う。
ピッコロ
声 - 古川登志夫
悟空の仲間のナメック星人で、悟飯の師匠。本作ではハーツとの戦いで悟空の要請を受け、17号と共にオレンとカミンに立ち向かう。
「宇宙創成編」でも悟飯と修行しているが宇宙樹に生命を吸われそうになるところをビルスに救われた。
人造人間17号
声 - 中原茂
悟空の仲間の人造人間で、18号の双子の弟。自然保護官として活動している。悟空の要請を受けハーツとの戦いに参加し、得意のバリアを活かしカミオレンに立ち向かう。「宇宙創成編」にも登場し、クリリンの修行に付き合う。並行世界の自分に当たる超17号との戦いの途中、シュルムによって18号たちと共に宇宙モドキに連れて行かれ、悟空やセルと合流する。
界王神
声 - 太田真一郎
第7宇宙を治める創造の神。悟空たちとともにビルス城に来た時に胸騒ぎを感じ、マイにあることを頼む。ゲーム版ではベジータとトランクスを第6宇宙へと案内をした。なお、ユニバースミッション6弾から界王神のボイスも三ツ矢から現在の太田に変更された。
マイ
声 - 山田栄子
トランクスが住む歴史の元ピラフ一味の一人。トランクスがいなくなったことを悟空たちに伝え、トランクスを救うために同行する。界王神からポタラを託されている。
クウラ / ゴールデンクウラ / メタルクウラ / ゴールデンメタルクウラ
声 - 中尾隆聖
フリーザの兄。フューによって別の次元から父のコルド大王共々、監獄惑星に連れてこられた。監獄惑星から脱出するため、トランクスに協力する。フューから弟がゴールデンフリーザになり、自身を超えたことを聞き、自らもゴールデンクウラにパワーアップする。ゴールデンクウラの放つゴールデンスーパーノヴァはカンバーが放った邪悪な気に触れて暴走状態となった悟空を一撃で正気に戻したほど。監獄惑星崩壊時、フューを追っていった。
その後しばらくは消息不明であったが、アニメ第12話にて経緯は不明だがフューによって「メタルクウラ」に改造されたことが判明し、第3宇宙の戦いでは悟空たちを窮地に追い込んだカンバーやラグスを圧倒するほどの実力を見せている。「ゴールデンメタルクウラ」にパワーアップすることも可能となったが、この形態はクウラ自身への負担も大きい模様で、カンバーとの戦闘中に「オーバーヒート」を起こし、必殺技を放った直後に苦しみながらどこかへと消えていった。「宇宙創成編」で再登場し、ターレスたちと共にフューの計画に加担し、「新時空大戦編」では弟のフリーザと再会を果たした。悟空を倒すため共闘するがハーツに邪魔され、紅き仮面のサイヤ人に暗黒ドラゴンボールを埋め込まれて暴走し、黒衣の戦士によって倒された。
クウラの初出は『ドラゴンボールZ とびっきりの最強対最強』、メタルクウラの初出は『ドラゴンボールZ 激突!!100億パワーの戦士たち』、ゴールデンクウラとゴールデンメタルクウラは『スーパードラゴンボールヒーローズ』がそれぞれ初出となる。
ウイス
声 - 森田成一
破壊神ビルスに仕える第7宇宙の天使。主人のビルスだけでなく、現在は悟空やベジータの師匠として修業に付き合っている。フューの行動を不審に思っている。「宇宙創生編」ではビルスと共に超ドラゴンボールで宇宙樹を枯らすことに成功し、さらに悟空が宇宙モドキに閉じ込められた際も「大丈夫でしょう」と信頼する場面を見せた。
ヒット
声 - 山路和弘
第6宇宙の殺し屋。第6宇宙の戦士の中では屈指の強さだが、オレンやカミンの連携で苦戦する。さらにハーツに心を読まれ、ジレンの存在を知らされる。ザマスとハーツ打倒のため、ジレンと共に悟空たちのもとへ駆けつける。
「時の界王神編」でも時の運ボックスに選ばれ、戦いに参加し、黒衣の女戦士（ビードロ）にとどめを刺そうとするところをヤムチャに止められた。
キャベ
声 - 岸尾だいすけ
第6宇宙のサイヤ人。真面目な性格でベジータを師匠と呼び慕っている。
カリフラ
声 - 小松由佳
第6宇宙のサイヤ人。好戦的で勝ち気な性格。戦闘中、オレンに寄生されるがベジータたちによって救われた。
ケール
声 - ゆかな
第6宇宙のサイヤ人。カリフラを「姉さん」と呼び慕っている。今回は超サイヤ人の力をコントロールしている。戦闘中、カミンに寄生されるがベジータたちによって救われた。
ケフラ
本作のプロモーションアニメ版では第7話オープニングのみ登場。
フワ
声 - 増谷康紀
第6宇宙の界王神。第7宇宙にいるベジータたちに第6宇宙の危機を伝えに来た。ゲーム版では登場しない。
大神官
声 - 高塚正也
ウイスの父で全王に仕えている人物。その強さはあの世を含めて全宇宙トップクラス。傷を負った悟空を治療し、鍛えていた。全王の王宮から戦いを見守り、悟空たちがハーツを倒した後に労いの言葉をかけた。
トッポ
声 - 乃村健次
第11宇宙のプライド・トルーパーズの戦士。かつて「力の大会」で宇宙の存亡をかけて第7宇宙の悟空たちを相手に戦った。破壊神候補であったがカンバーに敵わず倒される。
ジレン
声 - 花輪英司
プライド・トルーパーズ最強の戦士。かつて悟空と死闘を繰り広げ、今回も通常形態のカンバーや合体ザマスと互角の戦いを見せるなどその強さは健在。しかし、ハーツの重力やキューブによる攻撃は防ぐことができなかった。悟空が第11宇宙に現れた時には驚いていたが、再会を果たすことができ、彼が味方であることを悟り共闘する。ザマスとハーツ打倒にヒットと共に悟空たちのもとへ駆けつける。力の大会での悟空たちとの出会いと戦ったこともあり、以前に比べ協調性を持っている。
「時の界王神編」でも時の運ボックスに選ばれ、悟空たちと共闘する。
全王
声 - こおろぎさとみ
悟空の友人である全ての頂点に立つ神。自分たちの命が狙われていたことを知らず、未来の自分やビルスとシャンパとかくれんぼを楽しんでいた。
孫悟飯：青年期
声 - 野沢雅子
悟空の息子でピッコロの弟子。ピッコロとの修行の途中、事件に巻き込まれ、17号と共に自分たちにできることを探すため、別行動を取る。その後、クリリンたちと共にシュルムに連れられて悟空たちと再会した。
クリリン
声 - 田中真弓
悟空の一番の親友。仲間の修行に参加したが最初に宇宙樹に生命を吸われかけるもビルスに救われ、自分は足手まといになると判断し、悟空たちに託した。
「新時空大戦編」でもシュルムによって悟飯たちと共に宇宙モドキに連れて行かれ、悟空たちと合流した。
ビルス
声 - 山寺宏一
第7宇宙の破壊神。当初予言魚の予言でトキトキを災いの鳥だと勘違いし、悟空たちに戦いを挑むが、フューと宇宙樹が現れたことにより誤解だと気付き、第7宇宙を守るため、自分の力を宇宙樹に吸わせてその進行を食い止め、超ドラゴンボールで宇宙樹を枯らすことに成功した。
シャンパ
声 - 岩田光央
第6宇宙の破壊神。ビルスの双子の兄弟。ビルスから災いの鳥の存在を聞かされ、第7宇宙に現れるもフューが放った宇宙樹が自分たちの宇宙にも現れたことを知り、他の破壊神と共に帰還した。
キテラ
声 - 沼田祐介
第4宇宙の破壊神。いつもはビルスといがみ合っているが宇宙の危機と聞かされ、他の破壊神と共に現れるも自分の宇宙が宇宙樹に出現していることに知り、帰還した。
ブロリー
声 - 島田敏
屈強な肉体と強大なパワーを誇るサイヤ人。こちらは『ドラゴンボールZ』の世界の存在で、幼少期の出来事が原因で悟空を憎んでいる。ただし、『超』の悟空もこのブロリーのことも知っていた様子。「宇宙創成編」に登場。
暗黒魔界軍による洗脳が解けてから消息を絶っていたが、暗黒王フューと戦うベジット（超サイヤ人ブルー）およびベジット：ゼノ（超サイヤ人4限界突破）の前に突然現れて一方的に襲いかかる。幾度となく死の淵から甦ったことや、単独での「超サイヤ人4限界突破」形態へのパワーアップを会得したことで、2人のベジットと互角以上に渡り合うほどのパワーを身に付けるが超サイヤ人ブルーのベジットに投げ出され、宇宙モドキに吸い込まれた。
「新時空大戦編」でも登場し、伝説の超サイヤ人の状態で現れ、悟空とハーツを殴り飛ばし、ゴールデンフリーザとゴールデンクウラを吹き飛ばすほどの強さを見せた。その後、黒衣の戦士の誘いに乗り、どこかへ飛んでいった。
フリーザ / ゴールデンフリーザ
声 - 中尾隆聖
悟空たちの宿敵。「新時空大戦編」でフューによって拉致されたらしく、そこで兄のクウラと再会を果たす。いつもは不仲だが悟空を倒すために共闘するもハーツと手を組んだ悟空に倒され、紅き仮面のサイヤ人の暗黒ドラゴンボールによって凶暴化するも乱入したブロリーに吹き飛ばされ、黒衣の戦士によって倒され、クウラ共々消息不明になった。
紅き仮面のサイヤ人 / ゴクウブラック
声 - 野沢雅子
「新時空大戦編」で悟空たちの前に現れた仮面を付けたサイヤ人。その正体はかつて並行世界の悟空の肉体を奪い、未来のザマスと合体し、消滅したはずのゴクウブラック（並行世界のザマス）。未来のザマスと合体する前にフューに出会い、後に全王に消されることを知り、今度こそ悟空の肉体を完全に使いこなすために様々な時代の悟空を99人倒し、暗躍していた。それにより超サイヤ人ロゼの状態のまま、超サイヤ人3と超サイヤ人4の中間的な形態に進化した。この世界に現れた真の目的は「全人間0計画」を遂行するため、後に生まれる人間モドキを皆殺しにし、全王に気づかれずに全ての者を殺そうとすることだった。
セル
声 - 若本規夫
かつて悟飯に倒された究極の人造人間。今作ではハーツ同様地獄でドミグラに呼び出され、とある目的のために崩壊寸前の惑星ベジータモドキから悟空たちの窮地を救った。
黒衣の戦士
声 - 野沢雅子
「新時空大戦編」に登場する謎の戦士。プティンとサルサ、シュルムと共に紅き仮面の戦士（ゴクウブラック）の「全人間0（ゼロ）計画」を阻止するべく行動する。
素顔や声は悟空に似ているが、本人は「名前は捨てた」と語っており、顔半分を隠している。
「時の界王神編」では2回戦の悟空とジレンの対戦相手として現れ、超サイヤ人3と暗黒ドラゴンボールのパワーで悟空と戦い、悟空の成長を喜んでいた。
ヤムチャ
声 - 古谷徹
悟空の仲間。女好きだが仲間想いな性格で、久々に悟空たちと一緒に戦えることを喜んでいた。
「時の界王神編」では時の運ボックスで選ばれたらしく、やる気を見せていたが初戦でメカフリーザと遭遇したり、2回戦ではベジータやヒットなど相性の悪い面々と組まされたりと本領発揮できない場面が多かった。妖精センチを偶然とはいえ、捕獲して1回戦で勝利に貢献したり、ヒットにとどめを刺されそうになる黒衣の女戦士（ビードロ）を得意の繰気弾で救い、彼女の心を開かせるなど本人も予想だにしていない活躍を見せている。
「特別編」では「的確なアシスト」を使い、主人公たちを救い、勝利に貢献する活躍を見せた。

#### タイムパトロール
孫悟空：ゼノ
声 - 野沢雅子
別の次元でタイムパトロールをしている悟空。『ドラゴンボールGT』の悟空と異なり、成人の姿で超サイヤ人4になれる。性格は悟空よりも冷静沈着でフューを捕えるためにわざと捕まった。その後、悟空たちと別行動を取っているがベジータ：ゼノと合流し、ベジット：ゼノに合体した。如意棒を背負っているが使用していない。
監獄惑星崩壊後にベジータたちと脱出し、別れ際に「この世界のオラが無事だといいな」と言い残し、フューを探しに立ち去っていった。
「宇宙創成編」でも登場し、破壊神たちの誤解を解いた。
初出は『スーパードラゴンボールヒーローズ』で、ゼノバースシリーズとは繋がりはない。
ベジータ：ゼノ
声 - 堀川りょう
別の次元でタイムパトロールをしているベジータ。別行動を取っていたが悟空：ゼノと合流し、瀕死の悟空を救った。性格はベジータと全く同じだがカンバーの強さからいち早く危険を察知し、嫌いだった合体を自ら勧め、悟空：ゼノと合体しベジット：ゼノになった。
監獄惑星崩壊後に孫悟空：ゼノと共に立ち去っていった。
「宇宙創成編」でも登場し、全宇宙の危機を伝え、再び別行動で調査に向かった。
ベジット：ゼノ
声 - 野沢雅子・堀川りょう
悟空：ゼノとベジータ：ゼノがポタラによって融合した姿。さらに超サイヤ人4へと変身できる。本作ではカンバーに対抗するため、「かめはめ波」を放ち、相手が油断していたとはいえ、なんとか押し返すもこちらも超サイヤ人ブルー同様力の使い過ぎですぐに合体が解除された。
「宇宙創成編」ではフューによって次元の狭間に閉じ込められた際、超サイヤ人4限界突破で脱出し、ドミグラによって暗黒魔界王となったフューと共に封印され、消息不明となった。
トランクス：ゼノ
声 - 草尾毅
タイムパトロール隊員となった未来トランクスでベジータ：ゼノの息子。メチカブラとの決戦では赤髪の超サイヤ人ゴッドに覚醒して戦った。
「宇宙創成編」では、行方を眩ましたトキトキを追って悟空たちと対面した直後に、ビルスたち破壊神と遭遇する。破壊神たちの誤解が解けた後、フューを捕まえるため、悟空たちと行動を共にする。かつて父・ベジータがフリーザの部下だった頃に、地球を征服しようと悟空たちの敵として戦ったことを知っているため、ベジータがターレスとボージャックについて「地球を侵略しようとした悪党だ」と説明した際には、「と、父さんが言いますか…」と驚いていた。
「新時空大戦編」で宇宙モドキに迷い込んだ悟空にナビゲートとした。
孫悟飯：ゼノ、孫悟天：ゼノ
声 - 野沢雅子
トランクス：ゼノと共にタイムパトロールとして行動する悟空：ゼノの息子たち。ミラとの戦いで重傷を負い、パン:ゼノに看病されている。
パン：ゼノ
声 - 皆口裕子
タイムパトロールとして行動する悟飯：ゼノの娘で悟空：ゼノの孫。トランクス：ゼノと共にトキトキを探しに悟空の時代に現れ、トキトキを保護し、時の巣に帰還した。その後、重傷を負った父と伯父の看病をしている。
時の界王神
声 - 伊藤かな恵
タイムパトロール隊を組織する、時間を司る界王神。消えたトキトキの捜索をトランクス：ゼノたちに依頼するもドギドギの出現を恐れている。
トキトキ
声 - チョー
時の界王神のパートナーの神の鳥。ゴッドバードに覚醒する。
ゴジータ：ゼノ
声 - 野沢雅子・堀川りょう
悟空：ゼノとベジータ：ゼノがフュージョンして合体した姿。

#### フューとその関係者
フュー（青年期） / 超フュー / フュー（赤ちゃん） / フュー（少年期） / 暗黒王フュー
声 - 山口勝平
トランクスの友人を自称する謎の青年。トワの作った究極の存在で、サイヤ人を含むすべての最強戦士の細胞、メチカブラの細胞が入っている。実は監獄惑星を作り、あらゆる異なる時空から強い戦士を囚人として連れてきている張本人で、トランクスを「時間移動する」という理由で幽閉した。時空を斬り裂くことができる剣を武器として所持している。
悟空たちの戦いを喜んで観戦していたが、黄金大猿カンバ―の影響で監獄惑星の鎖が切れそうになると激昂し、黒い波動を放つ超フューに変化し、黄金大猿カンバ―を一閃で戻す。研究室に戻った際、悟空：ゼノたちに研究室を滅茶苦茶にされ憤る。
ユニバースミッション4弾ではカンバーが絶対破れないはずの監獄惑星の結界に穴を開けたことで初めて動揺を見せ、彼の暴走を止めるため、「超フュー」に変身した。監獄惑星崩壊時には、自らの剣で斬り裂いた時空間の中へと逃げ込んだ。その後、自分を追いかけてきたクウラをビッグゲテスターの科学技術でメタルクウラに改造する。フューにとってはハーツの野望でさえ宇宙創生の実験の一つでしかなかった。
「宇宙創成編」では、破壊神や界王神でも介入できない「次元の狭間」と呼ばれる空間で、かつてハーツが利用していた宇宙の種を使って宇宙樹を作り出し、全宇宙の星々のエネルギーを吸い尽くし一度消滅させ、新しい宇宙を生み出そうとしている。「監獄惑星編」で悟空を暴走させたカンバーの「悪のオーラ」を扱う技を身に付けており、超サイヤ人ブルーの悟空とベジータを暴走させて同士討ちを図るも失敗し、2人がポタラで合体したベジットにもバリア能力で無効化される。「超フュー」に変身してベジットブルーと戦い劣勢に追い込まれながらも、宇宙樹が眩い光を放つのを見て「実験」の成功を確信するが、ビルスとシャンパが超ドラゴンボールを使って召喚した超神龍に願った「宇宙樹の根の消滅」が成就した影響で宇宙樹の本体が枯れたことで計画が頓挫し、ビルスたちへの怒りを露にする。そこに現れたトワから、彼女がタイムパトロールのゼノ戦士たちから回収した暗黒因子を注入されたことで自身の過去・正体を知り、「暗黒王フュー」に覚醒。新たに得た力で宇宙樹の復活を試みるも、魔神ドミグラとロベルによって時空の狭間から脱出したベジット：ゼノ（超サイヤ人4限界突破）に妨害される。すると「趣を変える」としてベジットやドミグラたちを宇宙樹ごと別の空間に転移させ、突如現れたブロリーとの戦闘に2人のベジットが気を取られている隙に、宇宙樹を復活させる。
プロモーションアニメ特別編にて、その正体が暗黒魔界の住人・魔神トワの息子であり、暗黒魔界王メチカブラがトランクス：ゼノ（超サイヤ人ゴッド）とベジット：ゼノ（超サイヤ人4）に敗れて暗黒魔界が崩壊する直前に、魔神トワと超ミラによって異次元空間に送られた赤ん坊であることが判明した。ゲーム版ユニバースミッション12弾では赤ん坊姿のみ登場に対して、アニメ特別編は少年期姿も一足早く登場している。
実はフューはトワによって次元を超えて集めたあらゆる戦士のデータの集大成として生み出された存在で、メチカブラを超える存在として作り出されたが、フューは自分の過去を一切知らなかったが暗黒魔界王になったことで自身の過去やトワが自分の母親であることを知る。
初出は『ドラゴンボールオンライン』設定画で、新デザイン、新設定は『ドラゴンボール ゼノバース2』より。
ドギドギ
声 - チョー
暗黒王メチカブラが創造した邪悪なゴッドバード。
ターレス / ターレス（悪のサイヤ人）
声 - 野沢雅子
宇宙壊し屋（うちゅうクラッシャー）ターレス軍団のリーダーで悟空と瓜二つの姿をした下級サイヤ人。かつて悟空との戦いに敗れそうになった所をフューに助けられ、悟空への復讐を企んでいる。本作でも神精樹の実を食べ続け、さらにフューによってかなりパワーアップした様子。「新時空大戦編」では、神精樹の実を食べ続け、さらにカンバーの悪のオーラにより伝説の「悪のサイヤ人」へと変貌を遂げたが、悪のオーラを制御したベジータに倒される。偽物とはいえ、かつての故郷を破壊するゴクウブラックに攻撃をしかけ、返り討ちに遭い、惑星ベジータモドキと運命を共にした。結果的に悟空たちを逃がす手助けとなった。
「時の界王神編」では死者として呼び出され、アニメではほとんど描かれていないが超サイヤ人3のラディッツや同じく地獄から呼び出されたセルを相手に戦う。
初出は『ドラゴンボールZ 地球まるごと超決戦』。
ボージャック
声 - 玄田哲章
その昔、銀河を荒らし回っていたヘラー一族のリーダー。かつて悟飯に倒されそうになったところ、フューに助けられる。そのため、サイヤ人に強い憎しみを持っており、当初はターレスにも食って掛かった。悟空とは直接会うのは初めてで悟空を倒した後、悟飯に復讐しようとしていた。ターレス同様フューの協力と修行し直したことでかなりパワーアップした様子。
初出は『ドラゴンボールZ 銀河ギリギリ!!ぶっちぎりの凄い奴』。
Dr.ダブリュー / Dr.ウィロー
声 - 木村雅史
ターレスやクウラたちと共にフューに加担している謎の科学者。地獄で調査をしている悟空：ゼノとベジータ：ゼノの前に立ちはだかり、ジャネンバをパワーアップさせた。
その正体はかつて悟空に倒されたマッドサイエンティスト、Dr.ウィロー。ボディを人型サイズに改良し、通常時の悟飯と互角に渡り合えるほど強くなった。なお、本作のクリリンはDr.ウィローを知っていた様子。
初出は『ドラゴンボールZ この世で一番強いヤツ』。
超17号
ドクター・ミューとドクター・ゲロが作り出したヘルファイター17号が『ドラゴンボールGT』の17号を洗脳し、合体した姿。
「新時空大戦編」ではゴクウブラックと同じ暗黒魔界の仮面を付けた姿で現れ、並行世界の自分である17号に挑む。
初出は『ドラゴンボールGT』。
ジャネンバ
声 - 玄田哲章
Dr.ダブリューが悟空とベジータ、悟空：ゼノとベジータ：ゼノの戦闘データを基に復活させた怪物で、こちらは他の劇場版のキャラクターとは違い、悟空たちは知らなかった様子。
超サイヤ人ブルーの悟空とベジータ、超サイヤ人4の悟空：ゼノとベジータ：ゼノの攻撃を見切り圧倒する驚異的なパワーと、身体をブロック状に変化させて攻撃を回避する能力を持つ。プティンとサルサにも優勢に戦っていたが、サルサのアドバイスで悟空：ゼノとベジータ：ゼノが「超サイヤ人4限界突破」にパワーアップしたことで形勢を逆転され、最後は2人の合体技「ダブル究極龍拳」で撃破された。
初出は『ドラゴンボールZ 復活のフュージョン!! 悟空とベジータ』。原典では、始めに巨大な風船のような身体を持つ魔物として現れ「あの世」を変化させ、異変を察知した悟空との戦いの中で、彼と同じ背丈で細身の人型へと変身したが、本作では最初から人型で現れており、体の色も紫から黒に変わっている。

#### コアエリア戦士
悪のサイヤ人 / カンバー
声 - 小山力也
拘束具を着た謎のサイヤ人。黒く凄まじく邪悪な気を放ち、その気に触れるだけでどんな相手の心も破壊できる。純粋で穏やかな心を持つ悟空でさえ正気を失い暴走した。悟空曰く「ビルスやジレンとは違った強さを持っている」とのこと。フューによって監獄惑星に連れてこられて厳重に拘束・封印されていたが、サイヤ人としての戦闘衝動を抑えきれずに自力で封印を解き、フューの意思とは無関係に悟空たちに戦いを挑む。
ユニバースミッション4弾やアニメ3話ではベジータのようにパワーボールを作り出し、黄金大猿（皮膚の色は金色）に変身する。そのパワーは超サイヤ人ブルーの悟空や超サイヤ人4の悟空：ゼノですら破壊できなかった結界に穴を開けることができるほどだが、激昂した超フューが「混ざって閉じろ!」の掛け声でパワーボールを消去し、さらに彼の一閃で黄金大猿の変身が解除され元の姿に戻った。超サイヤ人ゴッドの存在を知っているような口ぶりで、超サイヤ人3へとパワーアップし、ベジット：ゼノに勝負を仕掛け、さらに身勝手の極意に覚醒した悟空に挑むも倒され、ザマスたちに回収された。その後、悟空との戦いにおける負傷から復帰して第11宇宙でトッポを倒し、ジレンを圧倒する強さを見せるものの、第3宇宙で対峙したゴールデンメタルクウラには超サイヤ人3の状態でもかなわず、短時間で倒された。その後、悟空を暴走させた「悪のオーラ」に興味を持ったフューによって「時の狭間」に拘束されている。悟空の宿敵たちのパワーアップさせるもターレスが放った悪のオーラを克服したベジータによって倒された。
初出は『スーパードラゴンボールヒーローズ』より。
ザマス：合体
声 - 三木眞一郎
かつて全宇宙の神や人類を滅ぼそうとした元第10宇宙の界王神候補。テレビシリーズ『ドラゴンボール超』の「未来トランクス編」において、未来の全王によって滅ぼされたがフューの手によって復活した。右目を眼帯で覆っている。身勝手の極意に覚醒した悟空に敗れたカンバーを回収した。ハーツと共闘してジレンや悟空に挑む。未来の全王によって滅ぼされる前の記憶を保っており、相変わらず自身を「全ての頂点に立つ神」だとする考えや、悟空たち「人間」への憤り・憎しみを抱いている。一人称は「我」ではなく、以前の「わたし」になっている。
自身が憎んでいるはずの「人間」であるハーツに協力しているのは、「全王を抹殺すれば、『人間』を滅ぼす計画を邪魔する者が居なくなる」という意図によるもので、口振りからハーツも後で始末するつもりだった。しかし、「宇宙の種」を体内に取り込み「神殺し」の力を得た超ハーツに「用済み」として逆に消滅させられた。
ハーツ / 超ハーツ / ハーツ（究極形態or完全体）
声 - 子安武人
コアエリア戦士のリーダーにしてコアエリア最凶の戦士。心を読む能力を持ち、さらに重力を自由自在に操る。ザマスと結託し、全王から人間を真の自由にするという理想のもと、全王打倒を目論む。一人称は「オレ」。真の力を発揮した超ハーツの必殺技は「グラビティフィスト」。さらに宇宙の種を吸収することにより全身が黄金に輝く究極形態へと変化した。究極形態の必殺技は「グラビティフィナーレ」。その戦闘力は悟空やヒット、ジレン、そして第7宇宙の戦士たちが束になっても圧倒するほど。しかし、最終決戦でゴジータ（超サイヤ人ブルー）に宇宙の種を破壊され消滅し地獄に送られる。
「宇宙創成編」では暗黒王に覚醒したフューによって「新時空」が創成された際に、ゼノ化したゴールデンフリーザとゴールデンメタルクウラに苦戦する悟空と（魔神ドミグラに地獄から強引に連れ出される形で）合流し共闘を持ちかける。
「時の界王神編」でもカンバーたちと参加し、悟空たちやタイムパトローラーチームと共に生き残った。
オレン
声 - 粕谷雄太
第6宇宙のツフル人の細胞から生まれた人工生命体で、カミンの双子の弟。一人称は「ボク」。自己回復の他、寄生、洗脳の能力を持つ。必殺技はスマッシュブレイク。相手に寄生し肉体を乗っ取ることができ、カリフラの肉体を乗っ取りカリフラオレンとなる。さらに第11宇宙ではベジータに寄生しスーパーオレンとなるが、身勝手の極意"兆"が発動した悟空によってあっけなく分離された。ゲーム版ではベジータのあまりの強さに寄生しきれなかった。
カミン
声 - 津田美波
第6宇宙のツフル人の細胞から生まれた人工生命体で、オレンの双子の姉。一人称は「わたし」。オレンから「姉さん」と呼ばれている。弟と同一の能力を持つ。必殺技はスマッシュブレイク。こちらも相手に寄生し肉体を乗っ取ることができ、ケールの肉体を乗っ取りケールカミンとなる。
カミオレン / 究極カミオレン
声 - 津田美波、粕谷雄太
カミンとオレンが合体した最強形態。合体して大幅にパワーアップしたものの、超サイヤ人ゴッド超サイヤ人・進化に覚醒したベジータに圧倒され短時間で合体が解ける。さらにピッコロと17号との戦いでも2人の連携に苦戦していた。一人称はオレンと同様「ボク」。宇宙の種と同化することで巨大化し究極カミオレンとなったが、身勝手の極意に覚醒した悟空には歯が立たず、コアを破壊されて粉々に崩れ去ったものの、凝縮された宇宙の種は残された。ゲーム版ではハーツではなく、自らの意思で宇宙の種を取り込んでいた。
ラグス
声 - 下地紫野
宇宙争乱の運命の鍵を握る存在のコアエリア戦士の一人でもあるガラス族の生き残り。クリスタル状のガラスを自由に操る「グラスバレット」で、身勝手の極意"兆"のパワーを失った悟空やトランクスたちを苦しめたがゴールデンメタルクウラに変身したクウラに倒された。

#### 暗黒帝国軍
暗黒王メチカブラ
声 - 上田燿司
暗黒帝国軍を従える暗黒王。倒された際その暗黒因子を放つことで、その場にいたタイムパトロールの戦士たちに因子を潜伏させる。
魔神トワ
声 - 勝生真沙子
ダーブラの妹でフューの母親に当たる。魔神に覚醒し暗黒帝国軍でメチカブラ復活を目論む先兵となる。
「宇宙創成編」では実は生きていたことが判明。サルサとプティンを使い悟空たちを手助けをするような行動をするが、フューのためにしていると語る。メチカブラの暗黒因子をフューへ移植することでメチカブラを超える暗黒王へと覚醒させ、暗黒魔界および暗黒帝国を再建させようとしていた。
魔神サルサ
声 - 中井和哉
「宇宙創成編」では悟空たちの前に現れた元魔神。とある目的の遂行にフューが邪魔なため、悟空たちに手を貸している。
魔神プティン
声 - 津田美波
「宇宙創成編」では悟空たちの前に現れた元魔神。サルサ同様フューが気に入らないため、悟空たちに一時的に力を貸している。
超ミラ
声 - 高橋広樹
トワによって作り出された人造人間。「宇宙創成編」でもトワを助けるために行動を共にしたが、一時期別行動し、悟飯：ゼノや悟天：ゼノを倒した。
魔神シュルム
声 - 野島健児
「宇宙創成編」ではクリリンたちを宇宙モドキに連れてきた元魔神。ゴクウブラックの計画が自分たちにとって不都合なため、サルサたちと共に悟空たちに一時的に協力する。
魔神ダーブラ：ゼノ、魔神グレイビー、フィン / フィン 究極進化
オープニングのみ登場。
ドミグラ
声 - 鳥海浩輔
あらゆる歴史を暗躍し、全ての歴史を手に入れようと企む魔神でクロノアやアイオスとは昔からの知り合い。長い間、様々な場所で暗躍をしていたがメチカブラから暗黒因子を手に入れ、新たな暗黒魔界の王として悟空たちの前に立ちはだかる。
ロベル
ドミグラと行動を共にする女秘書。長い間、行方を眩ませていたが彼女も暗黒因子吸収し、魔神としてパワーアップし、悟空たちの前に立ちはだかる。

#### アイオスと黒衣の戦士たち
アイオス
声 - 井上麻里奈
悟空たちの前に現れ、時の運ボックスを使い、「超時空トーナメント」を開催した先代の時の界王神。クロノアの先輩でもある。トーナメントの真の目的は増えすぎた歴史を消し去ることで、脱落したチームの時空を消し去ろうとし、4人の黒衣の戦士たちと共に現れるが、突如乱入してきたドミグラの出現で悟空たちと共闘することになる。
黒衣のナメック星人
声 - 古川登志夫
黒衣の戦士と共に暗躍するナメック星人。その正体はナメック星でネイルと融合した後に悟空が間に合わなくてフリーザに仲間をみんな殺されてしまった別時空のピッコロ。
黒衣の未来戦士
声 - 野沢雅子
黒衣の戦士と共に暗躍する丁寧口調で話すサイヤ人。その正体は未来のトランクスとブルマを人造人間に殺されて自身の無力さに嘆いていた別次元の未来悟飯で、強さに拘るようになり、アイオスに加担した。
黒衣の女戦士
声 - 佐藤利奈
本名はビードロ。ベジータやヤムチャと対峙する黒衣の戦士の紅一点で、別次元の絶滅したガラス族の生き残りでもある。黒衣の戦士としては珍しく明るい性格で、分身を生み出すもベジータに倒され、本体もヒットに殺されそうになるが繰気弾で横やりを入れたヤムチャに助けられ、「敵だからって殺すことはないだろう」という彼の優しさに惚れ、ヤムチャを「ダーリン」と呼ぶようになる。

#### 特別編登場プレイヤー
サイヤ男HR（男の子）
声 - 入野自由
サイヤ人（おとこ）のヒーローアバターを使うプレイヤー。
サイヤ女HR（女の子）
声 - 松岡由貴
サイヤ人（おんな）のヒーローアバターを使うプレイヤー。
破壊神HR（ヒーロー）
声 - 山下大輝
破壊神（ヒーロー）のヒーローアバターを使うプレイヤー。
破壊神EL（エリート）
声 - 内田真礼
破壊神アバターを使うプレイヤーの他のアバターデータ。
破壊神BS（バーサーカー）
声 - 古川慎
破壊神アバターを使うプレイヤーの他のアバターデータ。

### スタッフ
集英社監修の下、東映アニメーションが制作する。
- ストーリー - 門田侑樹（第1期）、鈴木禄之（第2期）
- キャラクターデザイン - 山室直儀
- 色彩設計 - 加藤良高（第14話まで）、北川太郎（第15話以降）
- デジタル特殊効果 - 太田直
- 動画デジタル色彩 - Toei Phils.
- 美術監督 - 徳重賢
- 編集 - 西村英一
- 編集助手 - 向井咲子
- 録音 - 伊東光晴
- 音響効果 - 西村睦弘
- 選曲 - 佐藤恭野
- 音楽 - 森悠也
- プロデューサー - 櫻田博之（第1期）、樋口亘（第2期）
- 企画協力 - 集英社 Vジャンプ編集部
- アニメーション制作 - 東映アニメーション
- 企画・制作 - バンダイ

### 主題歌
「スーパードラゴンボールヒーローズ ユニバースミッションシリーズ テーマソング」（監獄惑星編・宇宙争乱編・特別編）
歌 - Dragon Soul
- 第7話から宇宙争乱編に突入したことに伴い、全映像をシリーズに則した内容に変更[注 55]。
- 第7話のケフラVSザマス[注 55]、トランクス、トッポの映像は第8話から削除。第8話以降はハーツが追加。第7話と第8話以降ではキャベ、ヒット、ジレン、カミン、オレンの映像のタイミングが違う。
- 第13話からほぼ全て新規映像に変更。第12話以前と第13以降では悟空（身勝手の極意）の映像のタイミングが違う。

「スーパードラゴンボールヒーローズ ビッグバンミッションシリーズ テーマソング」（宇宙創成編・新時空大戦編）
歌 - Dragon Soul
- BM第3話から歌尺1分30秒に変更（BM第1話、BM第2話は歌尺1分）。BM第3話からほぼ全て新規映像に変更[注 59]。宇宙樹、最後の集合絵の映像のタイミングが違う。クレジット文字に表示演出追加。
- 新時空大戦編第1話から新規映像に変更[注 60]。

「スーパードラゴンボールヒーローズ ファイトソング」（宇宙創成編特別編）
歌 - Dragon Soul
「スーパードラゴンボールヒーローズ ウルトラゴッドミッションシリーズ テーマソング」（時の界王神編）
歌 - Dragon Soul
「スーパードラゴンボールヒーローズ メテオミッションシリーズ テーマソング」（魔の侵略者編）
歌 - Dragon Soul

### 各話リスト
公式HPでの配信も同日に開始される。
| 話数         | サブタイトル                                                       | 脚本       | 絵コンテ     | 演出         | 作画監督          | 総作画監督 | 配信イベント                                         | 配信日         |
| 監獄惑星編   | 監獄惑星編                                                         | 監獄惑星編 | 監獄惑星編   | 監獄惑星編   | 監獄惑星編        | 監獄惑星編 | 監獄惑星編                                           | 監獄惑星編     |
| ------------ | ------------------------------------------------------------------ | ---------- | ------------ | ------------ | ----------------- | ---------- | ---------------------------------------------------- | -------------- |
| 第1話        | 悟空VS悟空！監獄惑星で超絶バトル開幕！                             | 冨岡淳広   | 山室直儀     | 難波涼       | 山室直儀          | -          | ユニバースツアー2018 関東エリア大会                  | 2018年 7月1日  |
| 第2話        | 暴走した悟空！悪のサイヤ人大暴れ!!                                 | 冨岡淳広   | 山室直儀     | 小松由依     | 山室直儀          | -          | ジャンプビクトリーカーニバル 2018 東京会場           | 7月16日        |
| 第3話        | 最強の輝き！ベジットブルー界王拳炸裂！                             | 冨岡淳広   | 山室直儀     | 朝倉舞彩     | 山室直儀          | -          | -                                                    | 9月6日         |
| 第4話        | 激昂！超フュー登場！                                               | 冨岡淳広   | 山室直儀     | 篠原花奈     | 山室直儀          | -          | -                                                    | 9月27日        |
| 第5話        | 最強の戦士！超サイヤ人4ベジット!!                                  | 冨岡淳広   | 山室直儀     | 山崎響介     | 山室直儀          | -          | ドラゴンボールヒーローズ シリーズ 8周年記念イベント  | 10月28日       |
| 第6話        | オラがケリをつける!!発動！身勝手の極意！                           | 冨岡淳広   | 山室直儀     | 小松由依     | 山室直儀          | -          | ジャンプフェスタ'19                                  | 12月22日       |
| 宇宙争乱編   |                                                                    |            |              |              |                   |            |                                                      |                |
| 第7話        | ザマスが復活!?宇宙争乱編開幕！                                     | 冨岡淳広   | 山室直儀     | 山室直儀     | 山室直儀          | -          | -                                                    | 2019年 1月10日 |
| 第8話        | 最強最悪の戦士襲来！壊滅する第6宇宙！                              | 冨岡淳広   | 山室直儀     | 唐澤和也     | 山室直儀          | -          | 超ヒーローズ王決定戦2019 決勝大会                    | 2月24日        |
| 第9話        | 悟空復活!!衝突する最強と最強！                                     | 冨岡淳広   | 山室直儀     | 桐山貴央     | 山室直儀          | -          | -                                                    | 3月7日         |
| 第10話       | 反撃！猛攻！悟空とベジータ！                                       | 冨岡淳広   | 山室直儀     | 桐山貴央     | 山室直儀          | -          | -                                                    | 4月17日        |
| 第11話       | 激闘！第11宇宙頂上決戦！                                           | 冨岡淳広   | 山室直儀     | 桐山貴央     | 山室直儀          | -          | -                                                    | 5月9日         |
| 第12話       | 超戦士集結！決戦の第7宇宙！                                        | 冨岡淳広   | 唐澤和也     | 小松由依     | 山室直儀          | -          | -                                                    | 6月21日        |
| 第13話       | 超ハーツ参戦！大地揺るがす全開バトル！                             | 冨岡淳広   | 唐澤和也     | 小松由依     | 辻美也子          | 山室直儀   | -                                                    | 7月11日        |
| 第14話       | 宇宙の種の脅威！カミオレン暴走!!                                   | 冨岡淳広   | 山室直儀     | 桐山貴央     | -                 | 山室直儀   | ジャンプビクトリーカーニバル 2019 大阪会場           | 7月28日        |
| 第15話       | ふっとべカミオレン！圧倒！身勝手の極意！                           | 冨岡淳広   | 山室直儀     | 桐山貴央     | 辻美也子          | 山室直儀   | -                                                    | 9月5日         |
| 第16話       | ザマスVS第7宇宙！野望の結末！                                      | 冨岡淳広   | 山室直儀     | 桐山貴央     | -                 | 山室直儀   | -                                                    | 10月10日       |
| 第17話       | 究極の神殺し！ハーツ誕生！                                         | 冨岡淳広   | 山室直儀     | 桐山貴央     | 井手武生          | 山室直儀   | ドラゴンボールヒーローズ シリーズ 9周年記念イベント  | 10月27日       |
| 第18話       | 超決戦！ゴジータVSハーツ！                                         | 冨岡淳広   | 山室直儀     | 岩井隆央     | -                 | 山室直儀   | ジャンプフェスタ2020                                 | 12月21日       |
| 第19話       | 完全決着！宇宙争乱のゆくえ！                                       | 冨岡淳広   | 山室直儀     | 岩井隆央     | 井手武生          | 山室直儀   | -                                                    | 2020年 1月9日  |
| 特別編       |                                                                    |            |              |              |                   |            |                                                      |                |
| 第20話       | 決戦 タイムパトロールVS暗黒王                                      | 冨岡淳広   | 山室直儀     | 岩井隆央     | 井手武生          | 山室直儀   | -                                                    | 2月23日        |
| 宇宙創成編   |                                                                    |            |              |              |                   |            |                                                      |                |
| 第1話        | 破壊神襲来！新たなる戦いの幕開け！                                 | 冨岡淳広   | 山室直儀     | 佐藤雅教     | 辻美也子          | 山室直儀   | -                                                    | 3月5日         |
| 第2話        | フューの計画 恐るべき宇宙樹の脅威                                  | 冨岡淳広   | 山室直儀     | 佐藤雅教     | 山室直儀          | -          | -                                                    | 4月9日         |
| 第3話        | 強敵再戦！ターレスとボージャック！                                 | 冨岡淳広   | 山室直儀     | 佐藤雅教     | 辻美也子 井手武生 | 山室直儀   | -                                                    | 5月22日        |
| 第4話        | 忍び寄る影 謎の男 Dr.ダブリュー！                                  | 冨岡淳広   | 山室直儀     | 佐藤雅教     | 山室直儀          | -          | -                                                    | 6月30日        |
| 第5話        | 地獄大決戦！新たなるジャネンバ！                                   | 冨岡淳広   | 山室直儀     | 佐藤雅教     | 井手武生          | 山室直儀   | -                                                    | 7月30日        |
| 第6話        | 龍拳炸裂！超フルパワーサイヤ人4・限界突破！                        | 冨岡淳広   | 山室直儀     | 佐藤雅教     | -                 | 山室直儀   | -                                                    | 8月27日        |
| 第7話        | 暴走の恐怖！悪のオーラ再び！                                       | 冨岡淳広   | 山室直儀     | 松實航       | 井手武生          | 山室直儀   | -                                                    | 9月30日        |
| 第8話        | 時の狭間の激闘！ベジットVS超フュー！                               | 冨岡淳広   | 山室直儀     | -            | 山室直儀          | -          | -                                                    | 10月29日       |
| 特別編       | 戦いの場所へ突き進め ドラゴンボールヒーローズ                      | 冨岡淳広   | 山室直儀     | 松貫航       | 井手武生          | 山室直儀   | 10周年アニバーサリーステージ                         | 11月15日       |
| 第9話        | 蘇る邪悪 暗黒王フュー誕生！                                        | 冨岡淳広   | 山室直儀     | 中島啓太郎   | 井手武生 辻美也子 | 山室直儀   | -                                                    | 12月20日       |
| 第10話       | 最凶の限界突破！ブロリー復活！                                     | 冨岡淳広   | 山室直儀     | 松實航       | 山室直儀          | -          | -                                                    | 2021年 1月20日 |
| 第11話       | 宇宙創成のゆくえ 新たなる世界の誕生！                              | 冨岡淳広   | 山室直儀     | 中島啓太郎   | 井手武生          | 山室直儀   | -                                                    | 2月25日        |
| 新時空大戦編 |                                                                    |            |              |              |                   |            |                                                      |                |
| 第1話        | 新時空大戦！究極の激闘開幕！                                       | 冨岡淳広   | 山室直儀     | 一之宮やしろ | 山室直儀          | -          | -                                                    | 3月17日        |
| 第2話        | 黒衣の戦士現る！新たなる冒険スタート！                             | 冨岡淳広   | 松實航       | 松實航       | 井手武生          | 山室直儀   | -                                                    | 4月15日        |
| 第3話        | 戦闘民族の誇り！ベジータ、覚醒!!                                   | 冨岡淳広   | 山室直儀     | 一之宮やしろ | 山室直儀          | -          | -                                                    | 5月9日         |
| 第4話        | 超サイヤ人ロゼVS身勝手の極意！惑星激震の大決闘！                   | 冨岡淳広   | 山室直儀     | 中村明博     | 山室直儀          | -          | -                                                    | 6月20日        |
| 第5話        | 黒衣の戦士VSゴクウブラック！明らかになる闇の企み！                 | 冨岡淳広   | 一之宮やしろ | 中島啓太郎   | 井手武生          | 山室直儀   | -                                                    | 7月11日        |
| 第6話        | 宇宙モドキの最終決戦！激突する蒼と紅                               | 冨岡淳広   | 山室直儀     | 中島啓太郎   | 井手武生          | 山室直儀   | -                                                    | 9月15日        |
| 第7話        | 立ちはだかるフューの脅威！奇跡の最強コンビ誕生！                   | 冨岡淳広   | 山室直儀     | 高橋裕哉     | 井手武生          | 山室直儀   | -                                                    | 10月24日       |
| 第8話        | 最後のフルパワー！未来をかけた激闘、遂に決着！                     | 冨岡淳広   | 山室直儀     | 村山靖       | 井手武生          | 山室直儀   | -                                                    | 12月18日       |
| 時の界王神編 |                                                                    |            |              |              |                   |            |                                                      |                |
| 第1話        | 動き出した計画 時空を超えた最強戦士集結！                          | 冨岡淳広   | 山室直儀     | 村山靖       | 井手武生          | 山室直儀   | -                                                    | 2022年 2月23日 |
| 第2話        | 激闘の超時空トーナメント! 襲来する黒衣の戦士たち!                  | 冨岡淳広   | 山室直儀     | 村山靖       | 井手武生          | 山室直儀   | -                                                    | 3月31日        |
| 第3話        | 時を超えた激闘！黒衣の戦士たちの脅威！                             | 冨岡淳広   | 山室直儀     | 村山靖       | 井手武生          | 山室直儀   | -                                                    | 6月30日        |
| 第4話        | 悟空VS黒衣の戦士！それぞれの戦いの行方！                           | 冨岡淳広   | 山室直儀     | 村山靖       | 井手武生          | 山室直儀   | -                                                    | 9月1日         |
| 第5話        | 神次元の決戦！迫りくる時の力！                                     | 冨岡淳広   | 山室直儀     | 村山靖       | 山室直儀          | -          | -                                                    | 10月23日       |
| 第6話        | 新たなる暗黒王襲来！恐怖の決戦開幕！                               | 冨岡淳広   | 山室直儀     | 村山靖       | 山室直儀          | -          | -                                                    | 12月16日       |
| 第7話        | 暗黒王ドミグラの魔の手 激動の超時空バトル！                        | 冨岡淳広   | 山室直儀     | 村山靖       | 山室直儀          | -          | -                                                    | 2023年 2月12日 |
| 第8話        | 時空を超えた結束！悪を打ち砕く正義の拳！                           | 冨岡淳広   | 山室直儀     | 村山靖       | 山室直儀          | -          | -                                                    | 4月13日        |
| 第9話        | 最強VS最凶！限界を超えた力を解き放て！                             | 冨岡淳広   | 山室直儀     | 村山靖       | 山室直儀          | -          | -                                                    | 6月10日        |
| 第10話       | 絶望を消し去る希望の光 そして奇跡の決闘へ！                        | 冨岡淳広   | 山室直儀     | 村山靖       | 山室直儀          | -          | -                                                    | 8月24日        |
| 魔の侵略者編 |                                                                    |            |              |              |                   |            |                                                      |                |
| 第1話        | 魔の侵略者編開幕！地球を襲う黒い影                                 | 記載なし   | 記載なし     | 記載なし     | 記載なし          | 記載なし   | ドラゴンボールヒーローズ シリーズ 13周年記念イベント | 10月22日       |
| 第2話        | 進しん行こうする神かみ狩がリ絡からみ合あう２つの戦せん況きょう！   | 記載なし   | 記載なし     | 記載なし     | 記載なし          | 記載なし   | -                                                    | 12月16日       |
| 第3話        | オゾットの館やかたの闘たたかい！爆ばく発はつさせろ！サイヤパワー！ | 記載なし   | 記載なし     | 記載なし     | 記載なし          | 記載なし   | -                                                    | 2024年 2月18日 |
| 第4話        | 恐いかりの拳こぶし炸さく裂れつ！囚とらわれの間まの激げき闘とう！   | 記載なし   | 記載なし     | 記載なし     | 記載なし          | 記載なし   | -                                                    | 4月11日        |
| 第5話        | オゾットの館から脱出せよ！悟空、魂の覚醒！                         | 記載なし   | 記載なし     | 記載なし     | 記載なし          | 記載なし   | -                                                    | 6月9日         |
| 第6話        | 放て！渾身の一撃！かけ抜ける白銀の流星                             | 記載なし   | 記載なし     | 記載なし     | 記載なし          | 記載なし   | -                                                    | 8月8日         |

## 書誌情報
スーパードラゴンボールヒーローズ 暗黒魔界ミッション!
マンガ - ながやま由貴
『最強ジャンプ』2016年9月号から特別編として短期集中連載開始。トレーディングカードアーケードゲーム『スーパードラゴンボールヒーローズ』稼動に先駆けて始まった公式コミカライズ作品。2016年8月末頃から予約が始まった『スーパードラゴンボールヒーローズ 9ポケットバインダーセット』に「メチカブラ」の姿が描かれているが名前は公表されていなかった。『最強ジャンプ』2016年11月号の『スーパードラゴンボールヒーローズ 暗黒魔界ミッション!』第2話でメチカブラの名前、魔神トワの姿、フリーザ：ゼノの姿がゲームに先駆けて初登場した。
同誌2018年3月号で第1部が完結し、2019年5月号から第2部が連載開始され、2020年3月号で完結した。
スーパードラゴンボールヒーローズ 極（アルティメット）カリスマミッション!!
マンガ - ながやま由貴
『最強ジャンプ』2017年1月号から連載開始。同誌2016年9月号から連載休止になっていた『ドラゴンボールヒーローズ 超カリスマミッション!』がリニューアルして復活した。登場人物もバトルナビゲーターが「ツバサ」から「ユウキ」に、バトルプリンセスが「ももちゃん」から「すず」に変更になった。また、エンジニアの「よしとくん」はチーフエンジニアの「よしとさん」に昇格して、前作では太った体型だったものが今作では痩せた体型に変更されている。
同誌2018年11月号まで掲載され、2019年1月号の付録冊子にて新シリーズのプロローグが掲載された。
同誌2019年3月号から『スーパードラゴンボールヒーローズ 神カリスマミッション!!!』に改題した。
スーパードラゴンボールヒーローズ ユニバースミッション!!
マンガ - ながやま由貴
『最強ジャンプ』2018年5月号から連載開始。第1部の完結となった漫画『暗黒魔界ミッション!』の続編。漫画『スーパードラゴンボールヒーローズ』の新シリーズとして開始した。
同誌2019年5月号から『暗黒魔界ミッション!』第2部と併せて2作品連載していた。2020年3月号で『暗黒魔界ミッション!』と『ユニバースミッション!!』が完結した。
スーパードラゴンボールヒーローズ 神（ゴッド）カリスマミッション!!!
マンガ - ながやま由貴
『最強ジャンプ』2019年3月号から連載開始。『スーパードラゴンボールヒーローズ 極カリスマミッション!!』から改題した作品。登場人物も前作から一部変更されており、バトルプリンセス「すず」、バトルナビゲーター「カナタ」、「ドクター・ロック」の3人となっている。
不定期連載されていたが、同誌2020年1月号掲載分を最後に掲載されていない。連載休止中。
スーパードラゴンボールヒーローズ ビッグバンミッション!!!
マンガ - ながやま由貴
『最強ジャンプ』2020年5月号から2022年3月号まで連載。漫画『暗黒魔界ミッション!』、漫画『ユニバースミッション!!』2作品の続編。
スーパードラゴンボールヒーローズ アバターズ!!
マンガ - カサイユージ
『最強ジャンプ』2021年1月号でゲームシリーズ10周年記念特別読切『スーパードラゴンボールヒーローズ外伝 アバター物語（ストーリー）!!』が掲載。その後、同誌2021年9月号から2024年10月号まで『SDBH（スーパードラゴンボールヒーローズ） アバターズ!!』を連載。
スーパードラゴンボールヒーローズ ウルトラゴッドミッション!!!!
マンガ - ながやま由貴
『最強ジャンプ』2022年4月号から2023年11月号まで連載。漫画『ビッグバンミッション!!!』の続編。漫画『スーパードラゴンボールヒーローズ』の新章として開始した。
スーパードラゴンボールヒーローズ メテオミッション!
マンガ - ながやま由貴
『最強ジャンプ』2023年12月号から2024年11月号まで連載。漫画『ウルトラゴッドミッション!!!!』の続編。漫画『スーパードラゴンボールヒーローズ』の新章として開始した。

### 単行本
- ながやま由貴 『スーパードラゴンボールヒーローズ 暗黒魔界ミッション!』 集英社〈ジャンプ・コミックス〉、第1部：全2巻、第2部：全1巻、合計：全3巻
  1. 2017年5月2日発売、ISBN 978-4-08-881110-9
  2. 2018年5月2日発売、ISBN 978-4-08-881487-2
  3. 2020年5月13日発売、ISBN 978-4-08-882312-6
- ながやま由貴 『スーパードラゴンボールヒーローズ ユニバースミッション!!』 集英社〈ジャンプ・コミックス〉、全2巻
  1. 2019年5月2日発売、ISBN 978-4-08-881850-4
  2. 2020年5月13日発売、ISBN 978-4-08-882311-9
- ながやま由貴 『スーパードラゴンボールヒーローズ ビッグバンミッション!!!』 集英社〈ジャンプ・コミックス〉、全3巻
  1. 2020年12月4日発売、ISBN 978-4-08-882517-5
  2. 2021年8月4日発売、ISBN 978-4-08-882745-2
  3. 2022年4月4日発売、ISBN 978-4-08-883059-9
- カサイユージ 『スーパードラゴンボールヒーローズ アバターズ!!』 集英社〈ジャンプ・コミックス〉、全5巻
  1. 2022年4月4日発売、ISBN 978-4-08-883060-5
  2. 2022年12月2日発売、ISBN 978-4-08-883405-4
  3. 2023年8月4日発売、ISBN 978-4-08-883653-9
  4. 2024年4月4日発売、ISBN 978-4-08-883887-8
  5. 2024年12月4日発売、ISBN 978-4-08-884139-7
- ながやま由貴 『スーパードラゴンボールヒーローズ ウルトラゴッドミッション!!!!』 集英社〈ジャンプ・コミックス〉、全4巻
  1. 2022年12月2日発売、ISBN 978-4-08-883353-8
  2. 2023年8月4日発売、ISBN 978-4-08-883577-8
  3. 2023年12月4日発売、ISBN 978-4-08-883768-0
  4. 2024年4月4日発売、ISBN 978-4-08-883886-1
- ながやま由貴 『スーパードラゴンボールヒーローズ メテオミッション！』 集英社〈ジャンプ・コミックス〉、全2巻
  1. 2024年8月2日発売、ISBN 978-4-08-884138-0
  2. 2024年12月4日発売、ISBN 978-4-08-884318-6

### 関連書籍
Vジャンプブックス スーパードラゴンボールヒーローズ 8th ANNIVERSARY SUPER GUIDE
2018年11月8日発売（ISBN 978-4-08-779769-5）
ドラゴンボールヒーローズシリーズ8周年記念ファンブック。
Vジャンプブックス スーパードラゴンボールヒーローズ 9th ANNIVERSARY SUPER GUIDE
2019年11月7日発売（ISBN 978-4-08-779781-7）
ドラゴンボールヒーローズシリーズ9周年記念ファンブック。
Vジャンプブックス スーパードラゴンボールヒーローズ BIGBANG MISSION SUPER GUIDE
2020年3月12日発売（ISBN 978-4-08-779783-1）
ビッグバンミッション稼働記念ファンブック。
Vジャンプブックス スーパードラゴンボールヒーローズ 10th ANNIVERSARY SUPER GUIDE
2020年11月26日発売（ISBN 978-4-08-779788-6）
ドラゴンボールヒーローズシリーズ10周年記念ファンブック。
Vジャンプブックス スーパードラゴンボールヒーローズ 11th ANNIVERSARY SUPER GUIDE
2021年11月11日発売（ISBN 978-4-08-779797-8）
ドラゴンボールヒーローズシリーズ11周年記念ファンブック。
Vジャンプブックス スーパードラゴンボールヒーローズ 12th ANNIVERSARY SUPER GUIDE
2022年11月10日発売（ISBN 978-4-08-779803-6）
ドラゴンボールヒーローズシリーズ12周年記念ファンブック。
Vジャンプブックス スーパードラゴンボールヒーローズ 13th ANNIVERSARY SUPER GUIDE
2023年11月9日発売（ISBN 978-4-08-779812-8）
ドラゴンボールヒーローズシリーズ13周年記念ファンブック。
Vジャンプブックス スーパードラゴンボールヒーローズ 英雄の軌跡 ―HEROES MEMORIES―
2024年8月29日発売（ISBN 978-4-08-779820-3）
ドラゴンボールヒーローズ&スーパードラゴンボールヒーローズシリーズ完結記念ファンブック。

## コンピュータゲーム
スーパードラゴンボールヒーローズ ワールドミッション
2019年4月4日発売のNintendo Switch用ゲームソフト。販売本数は2019年12月時点で、14万5720本を記録。
『ドラゴンボール』ゲーム史上最大の約350体が登場。フローズ、カギュー、カブラなどのデザインはアーケード版アバターのデザインではなく、漫画『ドラゴンボールヒーローズ Victory Mission』の同名キャラクターのデザイン。
ストーリー
かつての超戦士たちが、偉人として扱われるようになったとある世界で、カプセルコーポレーションは超戦士たちを題材にしたカードゲーム『スーパードラゴンボールヒーローズ』を開発した。『スーパードラゴンボールヒーローズ』が流行する街、「ヒーロータウン」を訪れた主人公ビートは、街頭モニターに映し出される『スーパードラゴンボールヒーローズ』の大会に興味を示す。途端、ゲームの世界からクウラが現れビートに襲い掛かる。だがグレートサイヤマン3号を名乗る青年に助けられ、ビートはゲームの中に入り込んで異変を解決するチーム「ドラゴンボールヒーローズ」のメンバーに勧誘される。そしてビートは、同じくチームの一員である「ノート」を相棒にゲームの世界へと身を投じるのであった。
ジャンル
「スーパーカードバトルアドベンチャー」
収録内容
『スーパードラゴンボールヒーローズ』1弾「破壊神ビルス編」から8弾「力の大会 激闘編」を収録。
『ユニバースミッション』1弾「力の大会編 最終章」、「監獄惑星編」、2弾「人造人間21号 始動編」を収録し、合計10弾を収録。
『スーパードラゴンボールヒーローズ』のカードを1,160枚収録し、最大7対7のカードバトルが対戦可能。
カードエディット
バトルクリアなどで入手できる「ブランクカード」に、イラストや、エフェクト、各種能力を加えることでオリジナルカードを作れる。完成したカードは「クリエイションモード」や「ストーリーモード」のオフラインモードで使用可能。

## イベント
ドラゴンボールヒーローズシリーズ8周年記念イベント
2018年10月28日に稼働開始から8周年を記念して、バンダイ駒形本社で本作の大会を勝ち上がった選手を招待して、「日本一決定戦2018」や、3人でチームを組んで対戦を行う「ゴッドチーム決定戦2018」の決勝大会などが開催された。
超ヒーローズ王決定戦2019
本作の王者を決める大会が2019年2月24日に開催された。
超ヒーローズ王決定戦2020
本作の王者を決める決勝大会が2020年2月23日に開催された。

## 関連施設
スーパードラゴンボールヒーローズ10thアニバーサリーショップ
シリーズ開始10周年を記念して、本作の限定グッズが発売される期間限定ショップが、2020年12月18日から2021年1月20日までの期間中、様々なキャラクターグッズを展開する「LB POP-UP THEATER」で開催された。
スーパードラゴンボールヒーローズ　スーパーヒーローズスタジアムSUPER
2022年12月10日より、namco流山おおたかの森 S・C店とnamcoイオンモール大日店にて、『スーパードラゴンボールヒーローズ』公認特別コーナーがオープンした。「もっとバトルを楽しもう」をコンセプトに本作を最大限楽しめる空間となっている。

## 関連商品
ドラゴンボールヒーローズ 10th Anniversary テーマソングアルティメットコレクション
日本コロムビアより2020年12月16日発売（品番：COCX-41348）